# Résistance anticommuniste roumaine
Ne doit pas être confondu avec Résistance en Roumanie pendant la Seconde Guerre mondiale.
La résistance anticommuniste roumaine est un mouvement populaire roumain de lutte contre la dictature du Parti communiste roumain (6 mars 1945-22 décembre 1989). Elle fut active à partir de 1944 et dura pendant plus de trente années, certains combattants isolés subsistant en effet jusqu'au milieu des années 1970. En Roumanie, l'opposition armée fut la première forme de résistance et l'une des plus organisées contre la terreur rouge du régime communiste à ses débuts. Ce n'est qu'après la chute, fin 1989, du dernier dirigeant communiste Nicolae Ceaușescu que les détails de ce mouvement, jusque-là scellés par le secret d'État, furent rendus accessibles aux historiens et aux familles, qui tentent de les porter à la connaissance du public. Les Roumains connaissaient déjà l'existence de « bandes armées fascistes manipulées par les impérialistes étrangers » via la propagande communiste qui les évoquait de temps en temps, notamment pour expliquer ses échecs. Les faits étaient déformés par ces récits faisant passer les résistants pour de vulgaires bandits.
Dispersés mais relativement nombreux, de petits groupes armés, se dénommant parfois eux-mêmes « haidoucs », essentiellement réfugiés dans les Carpates, se cachèrent pendant des années des autorités. L'un des derniers combattants fut éliminé dans les montagnes du Banat en 1962, tandis qu'un autre maquisard des monts Făgăraș fut capturé en 1976. La résistance roumaine fut l'un des mouvements de résistance les plus durables au sein du bloc de l'Est. Il est important de souligner que le sujet est une découverte relativement récente en Roumanie, grâce à l'ouverture partielle des archives de la Securitate, la police politique secrète roumaine, qui a permis d'examiner des faits historiques précis, parfois inconnus des historiens avant 2005. Ce processus est bien avancé en 2025, cela malgré une quantité considérable d'archives à analyser, ainsi que la disparition d'une partie des dossiers. De nouvelles recherches et découvertes apporteront probablement d'autres perspectives et éclairages sur le sujet, en particulier sur certaines archives toujours soumises au secret, et qui concernent principalement les résistants soutenus par des services secrets étrangers.

Carte de la Roumanie indiquant par des points rouges les principaux points de résistance armée.

6 mars 1945 – 22 décembre 1989
(44 ans, 9 mois et 16 jours)
Entités précédentes :
- Royaume de Roumanie

Entités suivantes :
- Union soviétique (dans l'île des Serpents et quelques autres, 1948)
- Roumanie (1989)

## Genèse

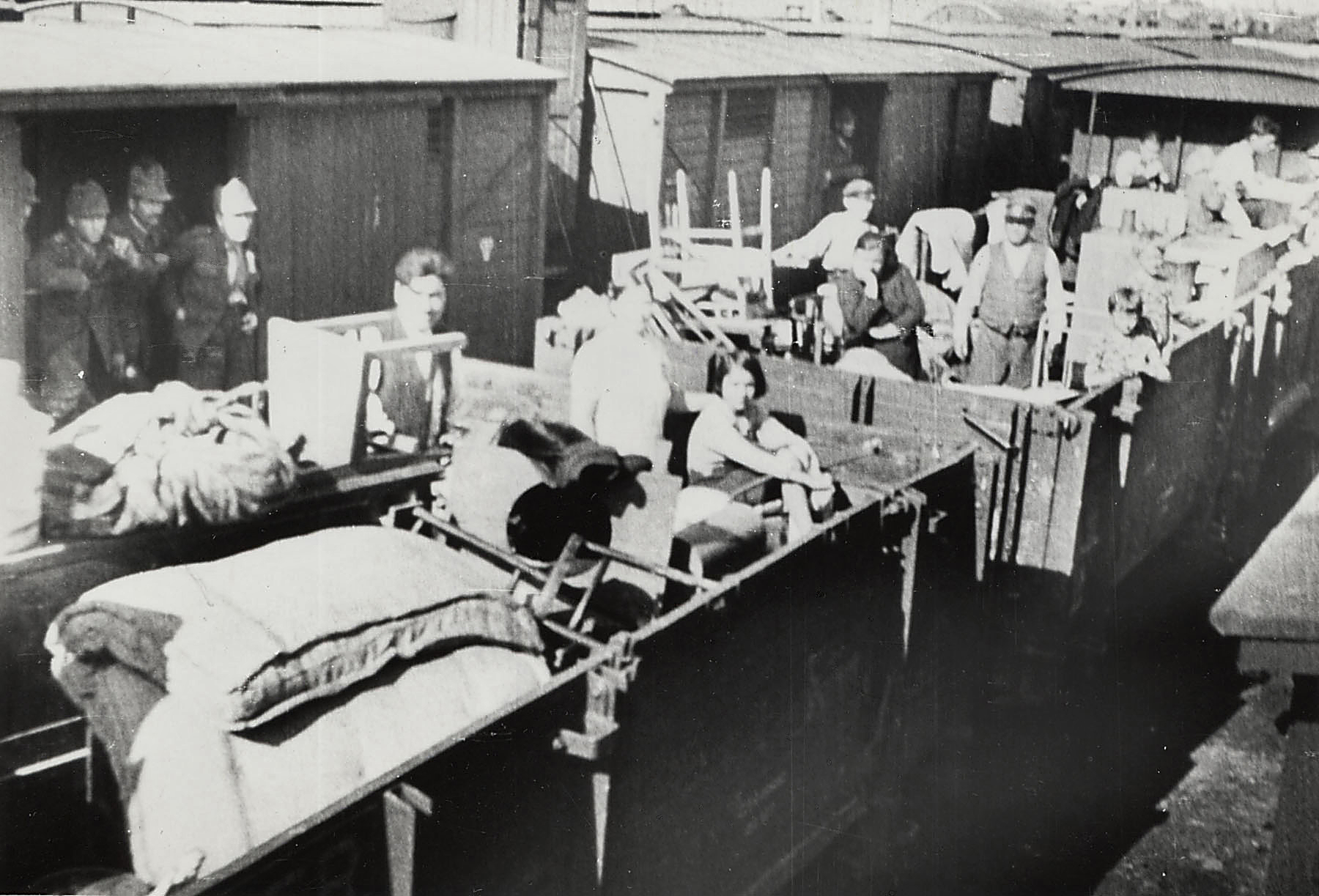
Trains de réfugiés roumains fuyant la Bucovine, occupée par les troupes soviétiques.

En mars 1944, l'Armée rouge envahit la Bucovine septentrionale, alors province du royaume de Roumanie, allié du Troisième Reich. Le premier acte de résistance est officiel et organisé par le grand état-major roumain : un bataillon spécial, unité territoriale de l'Armée roumaine est créé et entraîné pour lutter contre l'envahisseur soviétique et le NKVD : le Bataillon fixe régional de Bucovine (ro).

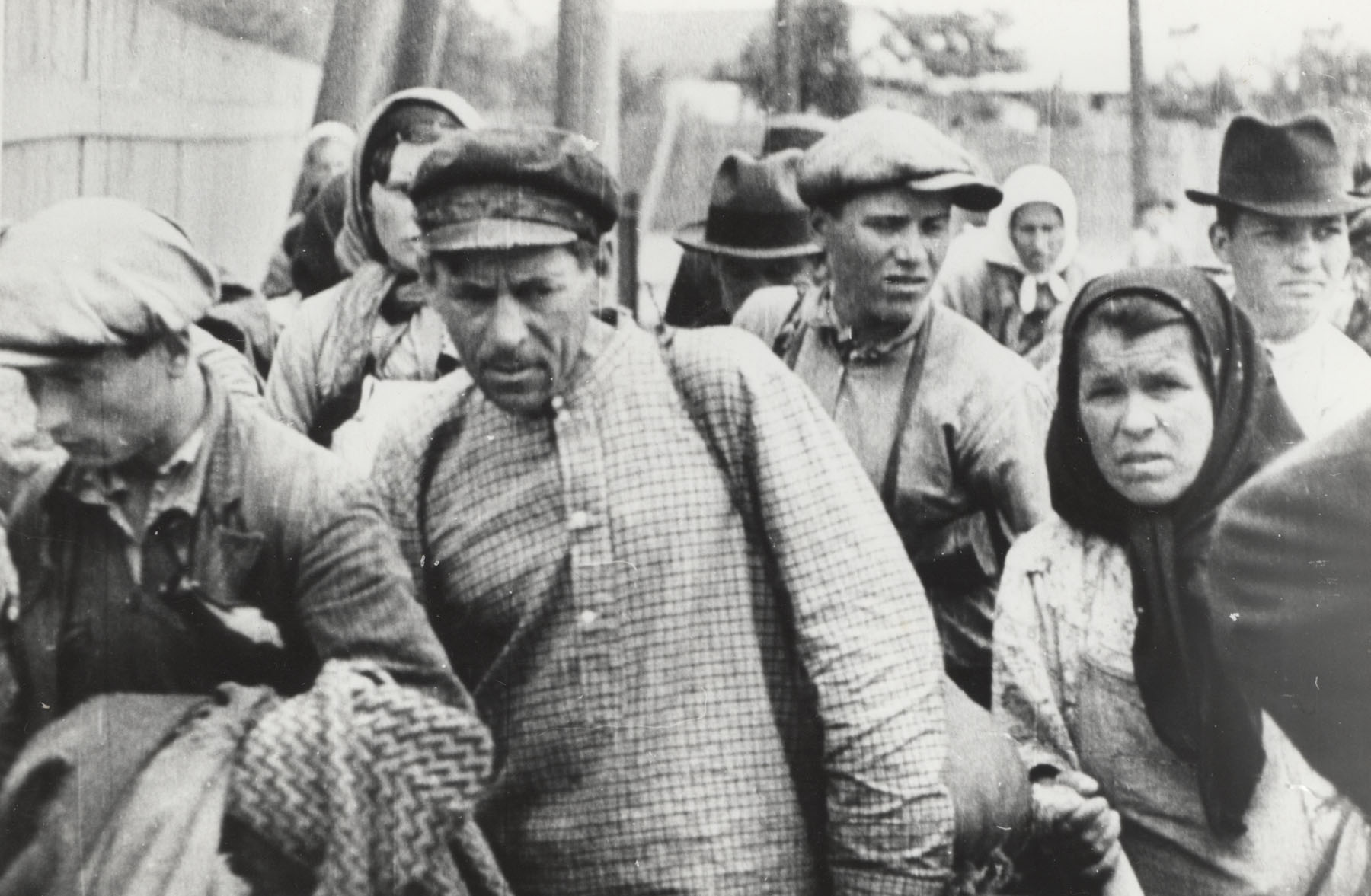
Réfugiés de Bessarabie fuyant l'occupation en juin 1940.

Des centaines de Roumains fuient alors la terreur soviétique et les déportations pour se réfugier dans les forêts. Ils constituent des guérillas antisoviétiques par groupes de 15 à 20 personnes. Les premiers groupes de maquisards se développèrent ainsi au nord de la Bucovine, parfois encadrés et soutenus par le commandement militaire allemand, mais toujours dirigés par des Roumains. Constitué uniquement de volontaires locaux, ce bataillon atteindra l'effectif de 1378 combattants réparti en trois compagnies. Un officier de réserve était chargé de l'instruction militaire des volontaires.
Le 23 août 1944, la Roumanie rejoint les Alliés et déclare la guerre à l'Allemagne nazie. Toutefois les Alliés attendent jusqu'au date 12 septembre 1944 pour signer l'armistice avec la Roumanie, période durant laquelle l'Armée rouge agit comme en pays conquis, se livrant au pillage et à de nombreuses exactions. Une fois les dernières forces allemandes chassées du pays par l'armée roumaine, les forces soviétiques disposent de toute liberté en Roumanie, ayant pris soin de neutraliser les forces armées roumaines. Le gouvernement roumain n'a alors plus aucune autorité sur la Bessarabie et la Bucovine septentrionale, régions officiellement cédées à l'URSS en juillet 1940. Dans ce contexte, la plupart des groupes de volontaires de Bucovine sont dissous, certains se maintinrent cependant dans les montagnes où ils restèrent actifs. Traqués par le NKVD, ils sont exécutés ou déportés au Goulag. On retrouve des traces d'existence de cette première résistance jusqu'en octobre 1944. La Bucovine sera finalement le  berceau de la résistance anticommuniste, déclenchée par la persécution soviétique systématique de la population roumaine.
En septembre 1945, le général Aurel Aldea (ro) , ancien ministre de l'Intérieur du gouvernement Sănătescu, décide de créer un commandement central du Mouvement de Résistance Nationale, de subordonner toutes ses organisations précédemment établies, de diviser le territoire national en zones d'action, chacune avec un commandant qui doit agir selon les instructions centrales (le contre-amiral Horia Macellariu à Bucarest, le général Constantin Eftimiu dans les cols des Carpates orientales et dans les monts Apuseni, Gavrilă Olteanu à Monts Căliman, Prof. Gheorghe Manu dans la vallée de Prahova, Mihail Fărcășanu dans la région de Câmpulung Muscel, Horațiu Comaniciu dans les monts Sebeș).
En mai 1946, Aurel Aldea est arrêté et accusé d'avoir réuni sous son commandement plusieurs groupes « subversifs ». En réalité, le Mouvement national de résistance (MNR) embryonnaire, qu'il tentait de coordonner, ne représentait qu'une faible menace,,, face à l'établissement du régime communiste.
Les élections législatives roumaines de 1946, largement entachées de fraudes et d'intimidations, dans un pays entièrement occupé par les troupes soviétiques, favorisèrent la fusion des forces anti-totalitaires. Un Comité national roumain installé à Paris en 1948, chargé, dans l'espoir d'une intervention de l'Ouest, d'informer les gouvernements occidentaux sur la situation roumaine, est aussi en contact avec quelques résistants sur le sol roumain. Cependant aucune structure de coordination, ni un commandement central ne verra jamais le jour.

## Début du mouvement de résistance armée
Au début de l'automne 1948, de petits groupes, parfois de simples individus, passèrent dans la clandestinité dans les Carpates. Ils constituèrent ainsi des points de résistance armés divers, dans ce qui fut un mouvement totalisant plusieurs milliers de personnes. Les rebelles venaient de toutes les couches sociales et de toutes les régions du pays. Ces groupes sont indépendants mais communiquent parfois entre-eux par messages. Il est possible d'identifier trois formes différentes de manifestation de la résistance : des tentatives d'une résistance armée organisée et conduite par des officiers mis en réserve (tels le  colonel Ion Uță, le  lieutenant-colonel Gheorghe Arsenescu et le  major Nicolae Dabija, des actes de désobéissance civile concrétisés par des mouvements de réfugiés dans les montagnes et la création de dépôts d'armements comme de centres de résistance et d'abris pour ceux recherchés par la police politique.
Pour la quasi-totalité de ces résistants, l'intervention des Américains était la suite logique d'une situation dramatique qui plongeait le pays dans la terreur et des bouleversements sociaux et économiques sans précédent. Leur foi dans la venue imminente des Américains était un élément majeur dans leur motivation. Les chefs de groupes étaient d'ailleurs lucides quant au fait que leur action ne pouvait donner des résultats qu'en soutien à une attaque américaine contre les forces d'occupation soviétiques en Roumanie. L'absence d'une réaction militaire de l'Ouest, conjuguée à des conditions de subsistance extrêmement dures tout en affrontant un ennemi utilisant des forces disproportionnées pour les combattre, aboutira à leur destruction dans les années cinquante.

### Facteurs déterminants

#### Mise en place brutale d'une politique communiste
Un ensemble de mesures radicales bouleversant la société, laisse de côté des pans entiers de la population active ou oblige les roumains à une adaptation nécessitant une obéissance totale. Ce cadre inflexible a évidemment abouti à un rejet du régime et à un refus de participation à une démolition de la société existante par de nombreux citoyens. La position constitutionnelle de jure du Parti communiste roumain comme « parti unique et organe dirigeant de l’État », interdit de facto la constitution d’associations, syndicats ou autres structures sociales indépendantes du pouvoir, et impose une autorité totale du parti communiste, allant du sommet (le Comité central) vers la base (les autres structures du parti, les citoyens). Il faut ajouter à ce sombre tableau la présence massive des organes de sécurité de la police politique, ou Securitate, dans la société, active par la censure ainsi que la mise en route d'une politique de surveillance à large spectre, sans contrôle judiciaire. Sur le plan économique, une stricte planification d’état, affecte non seulement les orientations macro-économiques, mais aussi tous les aspects de la production, de la distribution et de la consommation, au mépris des ressources disponibles, des possibilités techniques, de l'environnement et des besoins de la population. Enfin, un contrôle total des activités culturelles, sportives, des médias, la fin de la liberté d'expression et la restriction des déplacements empêche toute respiration culturelle et interdit toute espace de liberté.

#### Vagues massives d'arrestations et d'épurations
Un nettoyage profond et systématique dans les administrations frappe le pays après la prise de pouvoir sans partage par les communistes à la veille de 1948. L'armée subit une épuration complète, l'immense majorité des cadres formés avant le communisme sont mis à la retraite ou en réserve. L'épuration de l'armée royale a eu lieu entre 1945 et 1949 au travers de plusieurs décrets. Ils visaient à écarter de l'armée non seulement tous les cadres n'ayant pas manifesté clairement leur soutien au régime communiste ou à l'Union soviétique, mais aussi ceux dont l'origine sociale était « non sûre ». La police fut transformée en milice et la gendarmerie en troupe de la police politique (Securitate). Parallèlement, des mesures politiques et économiques ayant pour but d'éliminer toutes les professions libérales, et toute autonomie professionnelle ou paysanne, privèrent la paysannerie et toute la classe moyenne de leurs moyens de survie. Il s'agit là des leviers les plus forts de l'émergence d'une résistance armée. Ruinées, les victimes économiques du nouveau régime pouvaient être des paysans privés de leurs moyens de production car étiquetés « koulaks » (en roumain : chiaburi), des artisans privés de leurs échoppes tout comme des commerçants privés de leurs boutiques par les premières nationalisations. La longue liste comprend aussi d'anciens fonctionnaires ou agents de l'état ou des grandes institutions, privés de leurs emplois car jugés politiquement non fiables, ainsi que les anciens membres des gouvernements et des parlements passés, les policiers, juges, prêtres, qualifiés de « laquais du capitalisme », comme les anciens membres des classes dominantes : professions libérales, chefs d'entreprise, actionnaires, banquiers, aristocrates, considérés par le régime comme « exploiteurs du peuple ». Nombre d'entre eux risquent aussi la détention voire l'élimination physique, du simple fait de leur appartenance sociale ou politique passée. Enfin, s'ajoutent à cette cohorte ceux qui entrent dans la clandestinité pour échapper à une arrestation imminente. De façon significative, des familles entières prirent le maquis fin 1948 et début 1949. Ainsi, un fonctionnaire consulaire du consulat britannique de Cluj témoigne par écrit, le 1er mai 1949, au sujet de la situation de partisans en Transylvanie :

«  […] les vêtements et les médicaments manquent et c'est probablement vrai, car leur nombre s'est accru d'une proportion considérable de femmes et d'enfants depuis l'expropriation du 1er mars. On m'a donné un chiffre allant jusqu'à 20 000 comme nombre de ceux qui se sont enrôlés depuis l'expropriation […] L'augmentation du nombre de femmes et d'enfants créera des problèmes de survie l'hiver prochain  […] On me dit de temps à autre que des camions de ravitaillement militaire passent aux partisans, parfois par capture et parfois par désertion, mais je ne peux pas dire dans quelle mesure[…]. »

#### Opposition paysanne à la collectivisation
C'est l'élément essentiel de la révolte contre le pouvoir communiste. La Roumanie étant un pays rural à 80 % en 1945, le démantèlement de la propriété privée fut un choc pour le monde paysan. Rejetée par ce dernier, la collectivisation fut considérée comme un vol avec violence et vivement combattue par des paysans attachés à leurs terres. Refus d'obéir aux nouvelles lois, manifestations et désobéissance civiles se multiplièrent. Durement réprimées par la Securitate, n'hésitant pas à emprisonner ou à exécuter les meneurs des protestations, les campagnes ont constitué le creuset d'une résistance et aussi son soutien logistique durable. La résistance des paysans à la collectivisation forcée et brutale est un phénomène peu connu aussi bien en Europe de l'Ouest qu'en Europe centrale. Dans un pays connu d'une part pour la férocité de sa police politique, la redoutée Securitate, et d'autre part pour la passivité ou l'indifférence de son peuple face à la domination communiste, l'intensité de l'opposition paysanne contre le régime stalinien est un fait remarquable.

#### Mouvement légionnaire
En 1937, les résultats affichaient 15,58 % des votes pour le parti légionnaire Totul pentru Țară, soit 478 000 votes. En 1938, le mouvement légionnaire comprenait plusieurs centaines de milliers de membres, dont une force paramilitaire considérable. Très actif, organisé et ayant accédé au pouvoir entre septembre 1940 et janvier 1941, ce mouvement était devenu illégal mais restait politiquement « intéressant » en 1944-1945, notamment pour les communistes qui, oubliant son passé anticommuniste et parfois violent, ont tout fait pour recruter ses anciens membres jusqu'en 1948. Il fallait à ce moment éviter un risque d'opposition massive aux réformes profondes de la société, sachant que le PCR ne disposait que d'un nombre très limité de militants alors que les légionnaires étaient des dizaines de milliers, organisés et pour certains d'entre-eux armés et entraînés. D'importants effectifs de jeunes entraînés militairement ayant appartenu au mouvement légionnaire, entrés dans la clandestinité à la suite de leur coup d’État manqué de 1941, et ainsi devenus des adversaires déterminés du régime dictatorial Antonescu, se sont vus tendre la main par leurs ennemis d'avant-guerre : les communistes. Un certain nombre de légionnaires, notamment ceux issus du prolétariat et haïssant les élites d'avant-guerre, ont saisi cette main tendue, d'autant que l'alternative était la prison. D'autres légionnaires, tel Ion Gavrilă Ogoranu (en) ont choisi la clandestinité en prenant le maquis et les armes contre les communistes et l'occupant soviétique. Pendant la guerre froide, l'Occident, et en particulier la France et les États-Unis, a lui aussi exploité les légionnaires réfugiés à l'Ouest et prêts à se battre pour épauler ou développer la résistance anticommuniste en Roumanie,, l'opposition démocratique roumaine en exil étant dans l'incapacité de fournir des cadres pour un tel objectif.

#### Refus de la dictature communiste
Un autre élément important de la résistance armée est la motivation d'individus et de groupes persuadés que seul un engagement armé pourrait contenir une terreur croissante et empêcher une prise de pouvoir définitive par les communistes. Les groupes de résistance dirigés par d'anciens officiers mis à la retraite ou en disponibilité, agissaient d'une manière plus coordonnée et planifiée. Il semble qu'ils mettaient leur espoir dans l’incitation à l'insurrection armée générale, à une révolte massive, évènements qui ne se sont jamais produits. Lors du début de la guerre froide, une catégorie plus réduite d'insurgés désireux de lutter contre le totalitarisme était constituée de réfugiés roumains recrutés en Europe par l'Office of Policy Coordination (en) (OPC), entraînés en France, en Italie et en Grèce puis parachutés dans les Carpates. La plupart d'entre eux n'ont pas réussi à créer des contacts locaux, indispensables pour leur survie. Ils furent rapidement capturés, et pour la plupart jugés par des tribunaux militaires puis exécutés,.

#### Persécution des Églises
Jugées « réactionnaires » par nature, les Églises institutionnelles ainsi que les mouvements religieux pacifistes furent tous épurés et étroitement surveillés, mais la politique du PCR à leur égard fut différente selon les cas. L'Église orthodoxe roumaine, n'ayant ni attaches à l'étranger ni réseau scolaire propre, fut seulement l'objet d'un remplacement rapide de ses cadres (les anciens étant emprisonnés, ainsi que tous ceux qui protestèrent), et d'une surveillance rapprochée de son clergé. Nul prêtre ou moine ne put par la suite accéder à des responsabilités ecclésiastiques, s'il n'était agréé par la police politique communiste. Il est ici intéressant de rapporter un dicton populaire : « Si tu veux dénoncer quelqu'un sans te dévoiler comme délateur, va à confesse ! »,. En revanche, les Églises catholiques, qu'elles fussent de rite latin ou bien de rite grec, ainsi que les Églises protestantes, le Judaïsme et l'Islam, disposaient d'écoles confessionnelles et de solides liens avec l'étranger, dans des pays considérés comme « impérialistes » : par conséquent, leur persécution fut plus ciblée. Leurs écoles furent systématiquement fermées, de nombreux monastères et lieux de culte durent aussi fermer, nombre de leurs clercs fut jeté en prison ou assassiné, et la confiscation de leurs biens décrétée. Ces derniers furent la plupart du temps attribués à l’Église orthodoxe. Ainsi, fin septembre 1948, soucieux de détacher de l'Occident et de l'influence de Rome tous les catholiques roumains, les communistes poussent fidèles et clergé à passer à l'orthodoxie. Le régime communiste roumain, suivant le modèle imposé par Joseph Staline, déclare finalement illégale l'Église grecque-catholique roumaine le 1er décembre 1948, et en profite pour confisquer tous ses biens. Le pouvoir ouvre alors la voie à une répression brutale et systématique qui durera jusqu'en 1964,. Tous les évêques catholiques, mais aussi des catholiques roumains, seront envoyés en prison où une partie d'entre-eux mourront à cause de mauvais traitements. De nombreux prêtres seront emprisonnés, torturés, envoyés en camp de travail ou tout simplement assassinés. Parmi les nombreux cas de prélats catholiques persécutés, il faut citer Anton Durcovici, évêque, mort en prison à  Sighet,  béatifié en 2014, et Vladimir Ghika, prètre-diplomate d'ascendance princière qui consacra sa vie aux pauvres et aux victimes de la guerre. Emprisonné à 80 ans, il meurt torturé après avoir subi des mauvais traitement à la  prison de Jilava en 1954, et sera  béatifié par l'Église catholique en 2013. On retrouvera par conséquent dans plusieurs mouvements de résistance des prêtres catholiques et de nombreux membres de cette Église, particulièrement implantée en Transylvanie.

### Tentatives de réseaux soutenus par l'extérieur
Estimés à 70 000 par les services occidentaux, les Roumains réfugiés dans les pays d'Europe de l'Ouest et désireux de lutter contre la dictature communiste, représentaient une manne pour les services de renseignement du monde libre. Une majorité de ces réfugiés, étaient, tel Virgil Ierunca, démocrates, mais cette majorité n'avait en général aucune formation militaire ou dans le renseignement. Les anciens légionnaires, en revanche, avaient reçu une formation paramilitaire et étaient prêts au combat. La CIA y vit l'opportunité de constituer un réseau d'agents infiltrés dans le bloc de l'Est en recrutant certains d'entre eux, réfugiés le plus souvent dans des camps en Allemagne, Autriche et Yougoslavie, et prêts à s'engager contre les communistes. La décision fut prise conjointement par le Président américain Harry S. Truman et le président français Vincent Auriol. Déjà organisés, solidaires, les légionnaires furent particulièrement appréciés dans ce contexte, leur passé violent et antisémite étant mis entre parenthèses devant la volonté de combattre le communisme. Acceptant l'offre américaine, des chefs légionnaires jouèrent un rôle important dans le recrutement et la coordination des futurs agents.
En 1949, informé par le Foreign Office que la résistance roumaine s'intensifiait et bénéficiait d'un soutien populaire dans les campagnes, les services de renseignement occidentaux investirent dans ce projet. Cent agents furent choisis, dont 50 destinés à être parachutés à l'intérieur du pays, et 50 autres pour les soutenir hors des frontières roumaines. Les combattants furent préparés et entraînés en France et en Allemagne. Cent autres volontaires furent entraînés en Italie et en Grèce. Le chef des opérations secrètes de la CIA à cette époque, Gratien Yatsevich, déclara que les actions réalisées en Roumanie n'étaient surpassées, tant en nombre d'agents qu'en termes de ressources allouées, que par celles menées pour l'Albanie, les plus importantes réalisées pendant la guerre froide en Europe de l'Est. Parmi les volontaires roumains recrutés par la CIA au début de 1951 figurent : Constantin Săplăcan, Wilhelm Spindler, Gheorghe Bârsan, Matias Bohm, Ilie Puiu. Ils seront les premiers parachutés au pays, dans la nuit du 18 au 19 octobre 1951, dans les Monts Făgăraș. La Securitate les capturera et découvrira qu'ils avaient été recrutés en Italie. Le gouvernement roumain enverra une note de protestation aux Américains les accusant d'interférer dans les affaires internes du pays et soulignant que ces agents de la CIA capturés avaient été envoyés « pour mettre en œuvre des actes de sabotage et d'espionnage contre l'armée roumaine ».
Les combattants suivants furent envoyés au pays en novembre 1951. Ion Samoilă, Ion Golea et Ion Tolan formaient le groupe « Jacques », lâché près d'Agnita. Puis dans la nuit du 1er au 2 octobre 1952 le second groupe sous le nom de code « Robert » : Mircea Popovici et Alexandru Tănase, fut parachuté près de ro:Cocoreni, dans le Județ de Gorj. Suivront les groupes « Pascal » : Gheorghe Gheorghiu, Constantin Gigi et Făt Savu, parachutés le 1er juillet 1953 dans les Monts du Bihor, et « Fii Patriei » (« Fils de la patrie ») : Sabin Mare, Ilie Rada et Gavrilă Pop, parachutés en juillet 1953 dans une zone boisée entre les județe de Satu Mare, Sălaj et Bihor.
D'autres agents seront envoyés depuis la Grèce, dont Toma Bebi pris par la Securitate à son atterrissage. Il collaborera avec cette dernière et permettra la capture de 12 autres parachutistes, légionnaires.
Selon Gordon Mason, le chef du bureau de la CIA de Bucarest de 1949 à 1951, la mission des agents parachutés consistait à contacter les groupes de résistants dans les montagnes, les informer de l'intérêt que leur portait l'Occident, les approvisionner en armes, munitions, médicaments et argent. Il était aussi prévu de remettre des stations radios aux maquisards afin qu'ils puissent renseigner l'Occident. Les objectifs essentiels étaient, toujours selon Gordon Mason, de connaître les forces des mouvements de résistance, d'obtenir des informations sur l'activité des armées roumaines et soviétiques, et d'encourager les combattants de la résistance à agir contre les troupes soviétiques en cas de guerre.
La plupart des opérations de parachutage ont peut-être échoué en raison d'infiltrations par les soviétiques des services occidentaux, de fuites d'informations dans ces services, mais aussi et surtout à cause d'une organisation médiocre. L'hypothèse de fuites internes d'informations venant du renseignement britannique (le contre-espionnage MI-6), et en particulier celles concernant l'espion Kim Philby, qui était à la solde des Russes et informait directement le NKVD, n'est pas confirmée par les sources documentaires disponibles en 2024. Ainsi, trois agents formés par les Américains et envoyés en juin 1953 dans les Monts du Bihor furent capturés sans être exécutés, les autorités communistes souhaitant en faire des agents doubles. Dans les régions d'Oradea et de Satu Mare, trois agents parachutés furent tués, l'un d'entre eux lors d'une fusillade et les deux autres exécutés. La même année, un groupe de 13 légionnaires envoyés par le CIA en Roumanie est capturé, puis jugé par un tribunal militaire,. Le procès retentissant des 13 combattants, ainsi que de leurs soutiens locaux, eut lieu en octobre 1953. Les 13 prévenus, furent condamnés à mort et exécutés le 31 octobre 1953 à la prison de Jilava.

## Groupes de résistance
Les groupes de maquisards roumains ont été nombreux mais ils ne sont ni organisés, ni coordonnés au niveau national, et rarement au niveau régional. Dispersés dans tout le pays, leur longévité est limitée à quelques mois à quelques années au mieux, même si certaines formations ont perduré de 5 à 10 ans. Le CNSAS a détaché certains groupes plus importants soit par leur nombre de membres, soit par les actions exceptionnelles entreprises, ou bien par la trace vivace qu'ils ont laissée dans la région où ils ont combattu. Ils sont au nombre de sept : Teodor Șușman (ro), Maior Nicolae Dabija (ro) - Réseau « Frontul Apărării Naționale, Corpul de Haiduci », Ion Uță (colonel) (ro), Gogu (Gheorghe) Puiu (ro) - Réseau « Haiducii Dobrogei », Ion Gavrilă Ogoranu (en) - Réseau « Carpatin Făgărășan », Toma Arnăuțoiu (ro) - Réseau « Haiducii Muscelului » et Victor Lupșa - Réseau « Vlad Țepeș II ».
Les principaux autres groupes de résistance se répartissent dans tout le pays, dans les régions de Transylvanie, Moldavie, Valachie et Dobroudja.

## Structure et mode opératoire
La taille des groupes varie de petits groupes de moins de 10 membres jusqu'à plus de 100 combattants. Le plus grand nombre de groupes compte une vingtaine d'hommes,. Il est trop tôt pour avoir un inventaire précis et fiable des effectifs de la résistance dans son ensemble. En 2017, on compte quelques milliers de membres impliqués personnellement dans des groupes armés et dans des organisations clandestines, nombre auquel il faut ajouter quelques milliers ou dizaine de milliers de soutiens logistiques.
La dispersion, l'étendue et la durée de la résistance ont rendu les recherches réalisées après 1990 plus difficiles, en particulier pour déterminer les informations sur la structure du mouvement. Une évaluation des archives de la Securitate par le Conseil National pour l’Étude des Archives de la Securitate (CNSAS) en 2003 donne le chiffre provisoire de 1 196 groupes de résistance agissant entre 1948 et 1960.
Selon les témoignages de résistants survivants, corroborés par les rapports de la Securitate, il est possible de dresser un portrait assez fidèle de ces maquis.
La grande majorité des groupes étaient de taille restreinte et leurs chefs n'avaient qu'un rayonnement local. La structure sociale des bandes d'insurgés était hétérogène, comprenant une part considérable de paysans, beaucoup d'étudiants et d'intellectuels ainsi que plusieurs officiers de l'armée. Sachant que les bouleversements sociaux provoqués par la dictature communiste affectèrent toutes les classes sociales (collectivisation des terres, abolition des professions libérales, nationalisation de toutes les entreprises, etc.), le spectre social du maquis roumain ressemblait à la société roumaine dans son ensemble, les paysans y représentaient 80 % des combattants. En ce qui concerne les étiquettes politiques, selon les historiens Georges Diener, Florian Banu et Dorin Dobrincu (ro), spécialisé sur le sujet de la résistance anticommuniste, l’affiliation des maquisards et de leurs soutiens est marquée par une majorité de non affiliés à un parti, le reste se partageant entre le Parti national paysan (PNȚ) de Iuliu Maniu, le mouvement légionnaire, et le Front des laboureurs,. Il est singulier de constater qu'environ 5 % de ces résistants étaient eux-mêmes communistes, en désaccord avec le pouvoir communiste inféodé à Moscou.
La résistance recouvrait presque exclusivement les montagnes ainsi que les parties les plus densément boisées du pays, car seul ce type de géographie leur permettait de se cacher, de s'abriter et de survivre. Toute résistance urbaine était très difficile en raison de la présence dissuasive de dizaines de milliers de soldats soviétiques et de l'omniprésence de la police politique et de ses informateurs dans les villes. Nombre des résistants ne pouvaient plus exercer leur activité professionnelle (souvent urbaine) à cause des interdictions ou abolitions décrétées, et étaient obligés de fuir à la campagne. Pour ces derniers, le maquis répondait au problème de leur survie face à une administration devenue hostile à leur égard, mais aussi, pour les plus courageux, au désir de se battre contre la dictature.
Les couleurs politiques de la Résistance
- Sans étiquette (63 %)
- Parti national paysan (chrétien-démocrate) (11 %)
- Front des laboureurs (socialiste marxiste) (9,82 %)
- Mouvement légionnaire (extrême-droite nationaliste) (9,1 %)
- Parti communiste (5,22 %)
- Parti national libéral (centre-droit) et autres (1,86 %)

Forêts denses dans des paysages montagneux, vallées escarpées, plateaux difficiles d'accès, offraient aux maquisards refuge et une bonne visibilité sur les plaines environnantes. De très nombreux paysans ou forestiers des villages alentour leur apportaient un soutien logistique et de précieuses informations sur les mouvements des unités de la Securitate ou de la milice.
Les maquis se fixaient aussi dans des zones comprenant toujours quelques communautés de peuplement. Cela leur permettaient ainsi non seulement de pouvoir se cacher et se replier facilement, mais aussi d'être aidés par un nombre significatif de villageois. Ces derniers leur fournissant abris, nourriture et information. Sans un tel soutien, aucun îlot de résistance n'aurait pu exister durablement, jusqu'à une quinzaine d'années dans certains cas. Les membres de la résistance armée n'étaient d'ailleurs pas appelés « partisans » par la population, mais haiduci, un nom désignant des bandits généreux, considérés comme des héros populaires. Le résistant et légionnaire Ion Gavrilă Ogoranu (en) qui prit la tête d'un groupe de résistance dans les monts Făgăraș de 1948 à 1956, et ne fut jamais repéré avant 1976, décrit de façon exhaustive la vie et l'organisation de plusieurs groupes de résistants
,.
Plutôt qu'une action planifiée, le mouvement de résistance fut une réaction spontanée en réponse aux vagues de terreur initiées par les autorités après la prise du pouvoir au début de 1948. Cette spontanéité explique sa fragmentation marquée et le manque de coordination entre les différents groupes. Toutefois, agir indépendamment et localement permit à ces groupes d'être multiformes et flexibles, ce qui compliqua l'annihilation de tout le mouvement et assura même une endurance remarquable pour certains groupes. En outre, dans certaines régions, les réseaux éliminés étaient remplacés par de nouveaux noyaux de résistance.
Un trait caractéristique de la résistance roumaine était son aspect principalement défensif. En effet, très peu d'actions offensives, telles les sabotages ou l'occupation de localités, ont été enregistrées. Alors que les résistants ne constituaient pas une menace majeure pour les autorités, leur dangerosité pour le régime résidait dans le symbole qu'ils représentaient. Aussi longtemps que les insurgés restaient libres, ils constituaient un défi tangible pour le régime communiste qui prétendait exercer un contrôle total sur tout le pays. La vie était rude pour les maquisards et la pitié n'y avait pas sa place. Le risque le plus important était l'infiltration par des sécuristes ou des informateurs que la Sécuritate faisait chanter. Les infiltrés ou les éléments douteux, une fois démasqués, étaient rapidement éliminés, parfois après avoir été jugés sommairement.
Il n'est pas exagéré de parler d'héroïsme car les conditions de la lutte pour la liberté étaient bien souvent désespérées, sans aucune aide ou soutien significatif de l'étranger, et cela pendant parfois 10 à 15 ans. Le parallèle avec les conditions de la résistance intérieure française est difficile à faire car cette dernière, qui n'a duré que 3 à 4 ans face à l'occupation nazie et au régime de Vichy, a bénéficié d'un large soutien des Alliés, et était pour sa plus large part coordonnée depuis l'extérieur.

## Répression
Les forces de sécurité roumaines ont réussi à vaincre les forces rebelles grâce à la coordination entre la police politique et la Milice, l'infiltration des groupes par l'utilisation d'informateurs, la collecte de renseignements, la persuasion et la manipulation. Les résistants furent la cible d'actions militaires durables et systématiques déployées par les troupes régulières bien équipées de la Securitate. Les forces de cette dernière variaient de la section au bataillon et jusqu'au régiment entier. Elles incluaient des véhicules blindés, de l'artillerie et même occasionnellement de l'aviation. Les insurgés subissaient souvent de lourdes pertes, le plus souvent victimes de la trahison de leurs soutiens ou d'informateurs infiltrés.
Méthodique, la Securitate appliquait sept techniques différentes :
1. La mise en place d'un réseau d'information. Les informateurs étaient recrutés sous la torture mais aussi par corruption, chantage ou en utilisant leur ressentiment personnel vis-à-vis des partisans.
2. La déportation des familles de maquisards.
3. L'infiltration d'informateurs ou d'officiers de la Securitate au sein des groupes de résistants. Les agents infiltraient ainsi des monastères ou bien des villages de montagne déguisés en fugitifs, bûcherons, bergers ou chasseurs.
4. L'envoi de groupes entiers d'officiers de la Securitate se faisant passer pour des locaux.
5. L'espionnage, la surveillance physique, téléphonique et postale (écoute et interception).
6. La diffamation des partisans devant la population et l'usage massif de propagande.
7. L'emploi de nombreuses troupes de la Securitate pour capturer et bloquer les groupes de résistants, ce qui dans les faits, signifiait envoyer des centaines d'hommes pour combattre 5 ou 6 combattants de la liberté.

Le mélange des techniques d'infiltrations et d'attaque frontale massive était la combinaison la plus employée par la police politique. D'autre part, pendant la période 1945-1947, le régime communiste a employé d'anciens légionnaires pour la lutte contre la résistance. Il a ainsi existé des groupes fantômes, organisé par le NKVD et la Sûreté, constitués d'ex-légionnaires utilisés par les autorités pour débusquer et capturer ceux qui se trouvaient dans les montagnes (cas du groupe Mandea).

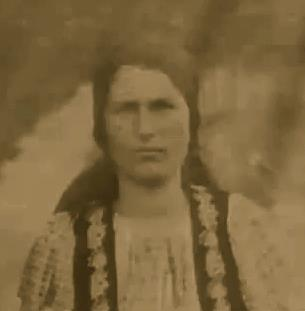
Elisabeta Rizea, héroïne de la Résistance anticommuniste roumaine, torturée par la Securitate.

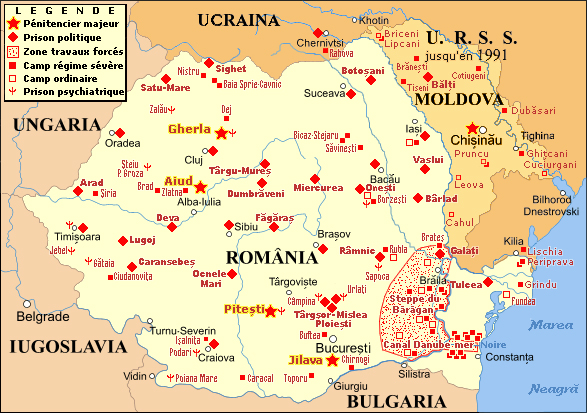
Réseau de prisons et de camps en Roumanie et RSS moldave (1945-1989).

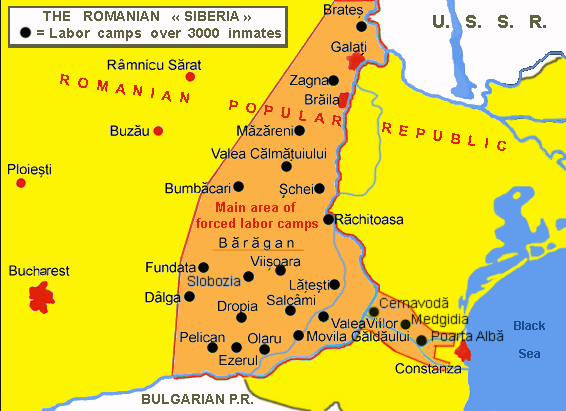
Détail du Bărăgan et du canal Danube-Mer Noire, principales zones de déportation et de travaux forcés de la Roumanie communiste.

Les rebelles arrêtés ainsi que leurs soutiens étaient soit tués durant les interrogatoires, soit jugés lors de procès public ou bien à huis clos. Les condamnations étaient très lourdes : la mort ou de longues années de prison voire de travaux forcés. Plusieurs milliers de condamnations ont été prononcées. Certains pénitenciers ou camps de travail sont désormais connus pour leur fort taux de mortalité et la pratique courante de la torture. De très nombreux résistants sont ainsi morts d'épuisement, de torture ou de mauvais traitements dans le système carcéral communiste,. Les peines de mort étaient exécutées presque toujours discrètement dans l'enceinte de la prison, mais dans certains cas isolés, elles étaient publiques dans le but d'intimider les populations locales. Un nombre significatif de détenus qui n'ont pas été exécutés ont été abattus par la Securitate en dehors des prisons dans des circonstances inexpliquées et en toute illégalité, les corps étaient alors jetés dans des fosses communes ou dans les forêts.
Dans les zones où les rebelles étaient actifs, les villageois subissaient systématiquement l'intimidation et la terreur, orchestrées par les autorités communistes.
Adriana Georgescu-Cosmovici (ro), secrétaire particulière du Premier ministre le général Nicolae Rădescu fut l'une des premières personnes arrêtées pour appartenance à un mouvement de résistance. En juillet 1945, la jeune femme fut interpelée à Bucarest, sévèrement battue par les inspecteurs de la police secrète et violée par ses gardiens. Dans une déclaration faite à Paris en 1949, elle dénonça trois enquêteurs pour l'avoir menacé avec des armes, l'un d'eux étant Alexandru Nicolschi,. Nicolschi n'en était alors qu'à ses débuts d'une longue carrière de tortionnaire et d'assassin, comme le décrit factuellement un dossier complet publié par l'IICCMER, basé sur les archives CNSAS, des témoignages enregistrées et des travaux étayés d'historiens. Considérant la justice trop « douce » à l'égard des ennemis du communisme, et particulièrement les résistants, outre la torture qu'il pratiquait couramment lors de ses interrogatoires, Nicolschi organisait des liquidations extra-judiciaires en extrayant les prisonniers de leurs cellules, prétextant un supplément d'enquête. Ces derniers étaient alors exécutés d'une balle dans la tête sur le trajet du transfert. Nicolschi n'avait pas le monopole de tels agissements puisqu'il est désormais clairement avéré que les assassinats étaient une « méthode d'élimination » employée couramment par la Securitate, en particulier pour ses débarrasser définitivement des éléments résistants ou des opposants les plus coriaces.
Elisabeta Rizea et son mari, deux paysans opposés à la politique du gouvernement de collectivisation forcée, rejoignirent le groupe de guérilla « Haiducii Muscelului », fondé par  lieutenant-colonel  GheorgheArsenescu et Toma Arnăuțoiu, en leur fournissant nourriture, approvisionnements et informations. Capturée en 1952, Elisabeta Rizea passera 12 années en prison, période pendant laquelle elle fut régulièrement torturée. Considérée comme une héroïne par les Roumains, elle est aussi devenue un véritable symbole national de la résistance roumaine, grâce à un documentaire de la TVR diffusé pour la première fois en 1992, et régulièremet difusé depuis. Un projet de maison mémorielle a été lancé en 2017 par un descendant, dans le cadre de l'Asociația Elisabeta Rizea.
Le nombre de victimes tuées du côté des insurgés peut être établi selon les données d'archives ainsi que de nombreux mémoires publiés après 1990. Les archives officielles révèlent plusieurs centaines de condamnations à morts, cependant un nombre bien plus important de maquisards ont été tués soit lors des combats contre les autorités, soit lors des différentes phases de leur détention. On estime le nombre de morts autour de 2000.
La chasse implacable dont faisaient l'objet les maquisards par les autorités, comme le silence absolu sur l'existence même d'une rébellion, démontre la grande préoccupation du régime et la crainte qu'un symbole d'insubordination ne devienne contagieux. Le célèbre résistant, et ancien légionnaire, Gavrilă Ogoranu rapporte le discours tenus à des touristes par des résistants dans les années 1950 :

« Dites à tout le monde qu'il y a toujours une place dans le royaume de Roumanie. Tant que nos têtes sont sur nos épaules, ce coin de pays sera libre. Dites aux gens de ne pas perdre la foi, pour le jour viendra où l'ensemble de la Roumanie sera libre. Priez Dieu pour elle, afin que Dieu nous aide. »

## Mémoire de la résistance anticommuniste

### Regard de la Roumanie sur la Résistance et la Securitate
La Securitate était l'organe essentiel du PCR. Elle assurait son maintien au pouvoir, au travers d'actions coordonnées de surveillance, d'espionnage interne dans toutes les couches de la population, et de répression. Cette répression fut particulièrement brutale jusqu'en 1964 et s'abattait sur toute forme de contestation ou de résistance. C'est pourquoi il n'est pas possible de dissocier la résistance roumaine avec cet organe de police politique du pouvoir. La Securitate a d'ailleurs été le fer de lance et l'outil principal actionné par le pouvoir communiste pour contrer tous les mouvements de résistance armés, et dans la plupart des cas pour les annihiler. Le sujet de la résistance anticommuniste armée ou non est donc étroitement lié avec la Securitate. Le regard porté par les Roumains sur chacun de ces deux sujets doit donc être évoqué conjointement.

#### Une faible volonté politique pour établir la vérité
Malgré plusieurs instituts d’État ou de la société civile créés pour faire la lumière sur les crimes du communisme, un rapport présidentiel de 2006, condamnant sans appel les crimes du régime communiste roumain, la publication de centaines de livres et d’articles documentés et circonstanciés sur la résistance et les éliminations physiques d’opposants, l’ouverture des archives de la Securitate ainsi que les exhumations scientifiques de victimes de cette police politique, il apparaît que les instances dirigeantes roumaines ne souhaitent pas aller jusqu’au bout d'une démarche de vérité sur le passé communiste du pays. Le sujet de la résistance est souvent minimisé par les autorités et la plupart des forces politiques, principalement en raison de l'influence persistante des anciens membres du système communiste et de leurs proches. La direction de ces institutions mémorielles change d’ailleurs à chaque nouveau gouvernement et fait l’objet de vives polémiques d’une part sur la probité des personnes à leur tête, et d’autre part sur le fait que ces organismes ne soient que des outils au service de l’orientation politique du moment au pouvoir. Certains remettent en cause ouvertement l’efficacité, voire la crédibilité de ces institutions, à cause de leur dépendance politique.

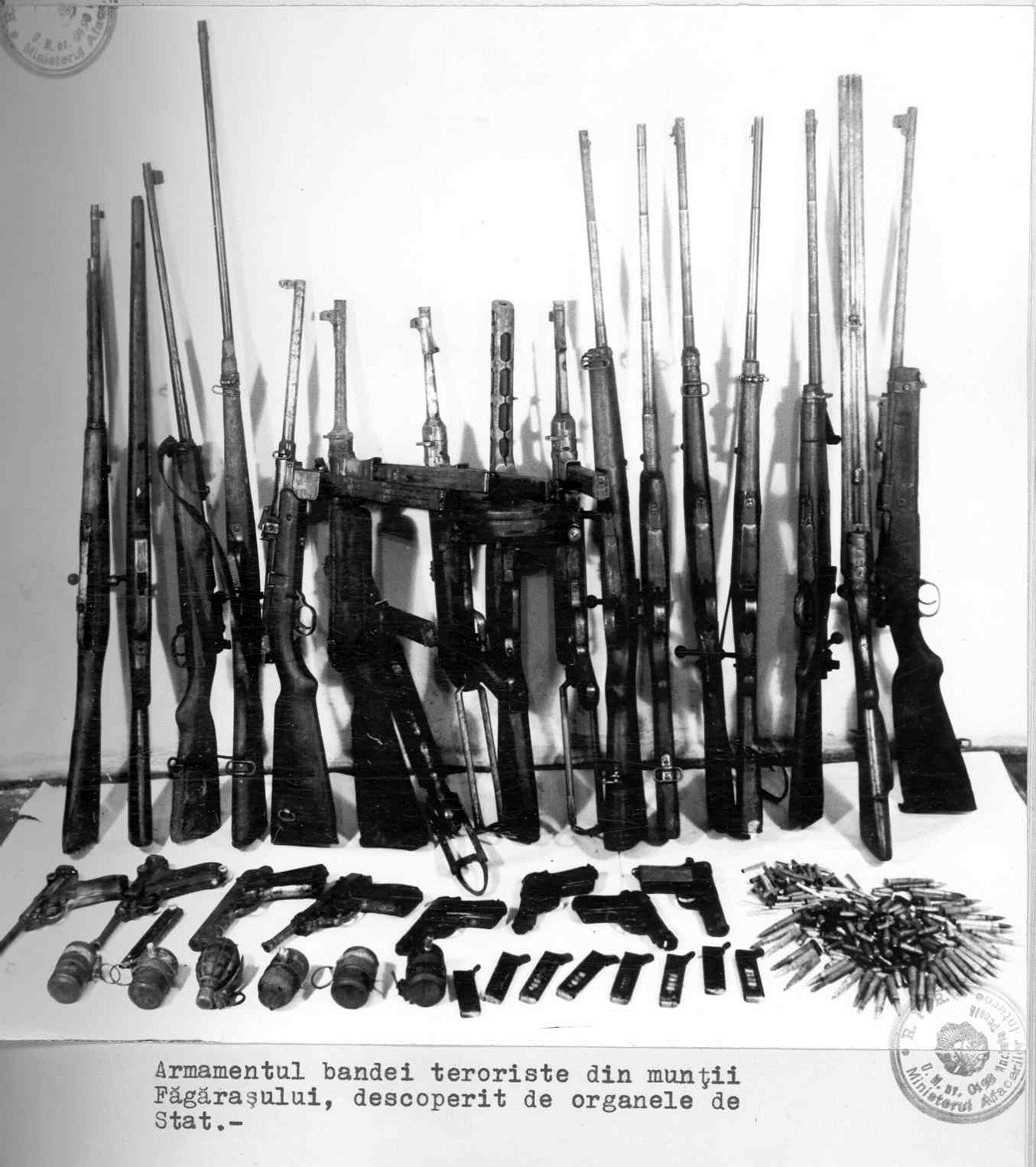
Armes et munitions, saisies par la Securitate vers 1952.

#### Une Securitate toujours influente35 ansaprès sa dissolution
Plus de trente-cinq ans après la chute du régime communiste et de Nicolae Ceaușescu, le faible remplacement des élites politiques, souvent issues de ce même système, et la mainmise par des ex-securistes ou communistes et leurs descendants, tant sur la politique que sur l'économie — On parle même en Roumanie de « privatisation du communisme » — sont, selon de nombreux commentateurs et analystes, les clefs de compréhension des demi-mesures, voire du semblant de mesures, qui ont été prises. En 2023, L'une des membres du Collège de direction du CNSAS, Germina Nagâț, affirme dans un long interview au quotidien Adevărul que la Securitate est toujours aux commandes. Preuve en est l'empêchement d'accéder au dossier de la Securitate dans l'affaire Gheorghe Ursu (ro), un dissident roumain battu à mort en 1985 par la Milice. Le dossier aurait permis de mettre en accusation deux sécuristes toujours vivants. Les éléments ont été sortis du secret officiellement en 2000 mais transmis au CNSAS seulement 16 ans plus tard, juste après que la prescription des faits soit atteinte. Le manque de preuves contre la Securitate a orienté les accusations contre la Milice, empêchant la justice de faire son travail à temps contre la Securitate.
Ainsi, contrairement à ce qui s’est passé dans d’autres pays de l'Est ayant subi la dictature communiste, seul un nombre très limité de membres de la Securitate ou du PC, ou même de tortionnaires du régime, ont été poursuivis en Roumanie et encore moins condamnés. Les premières enquêtes et inculpations pour crime contre l’humanité pendant la période communiste n’ont été diligentées qu'en 2014. Entre 1989 et 2017, seules trois procédures pour crimes contre l'humanité ont été ouvertes en Roumanie, dont deux se sont soldées par des condamnations définitives prononcées en 2016 et en 2017. Ce chiffre est à mettre en perspective avec l'énormité des crimes et des preuves disponibles, alors qu’il ne faisait aucun doute depuis 1989 de la qualification des exactions commises par le Parti communiste roumain et son bras armé : la Securitate. En 2017, alors que les résistants survivants libérés de prison ont toujours un casier judiciaire rempli de mentions jugées délictuelles ou criminelles par le régime communiste, à l’opposé, les officiers de la Securitate à la retraite, anciennement responsables de persécutions ou de crimes que la justice roumaine considère jusqu’à présent comme prescrits, bénéficient de pensions plus que confortables et n’ont jamais été inquiétés par la justice. Il est significatif de constater que jusqu’en mai 2016, aucun monument majeur n’avait été érigé par les autorités nationales pour honorer la résistance roumaine. En 2024, la société roumaine est toujours bloquée par la lourde pesanteur de l'héritage communiste, une caste sécuriste toujours influente, une corruption endémique et une défiance généralisée vis-à-vis des hommes politiques, tout en étant handicapée par un départ massif de sa jeunesse à l'étranger.

#### Un désintérêt alimenté par d'incessantes polémiques et les difficultés économiques
Il semble qu'une majorité de Roumains, troublée par les polémiques et les luttes politiques incessantes sur l’héritage du communisme depuis 1990, désorientée par les changements économiques radicaux de la société roumaine et plus préoccupée par les crises successives depuis 2007: crise économique de 2007-2008 et ses conséquences dans la société roumaine, les crises politiques multiples des années 2015-2025, sans oublier l'impact massif de la pandémie de Covid-19 en 2020-2021, se soit partiellement désintéressée du sujet. La présence de faux rapports dans les archives de la Securitate, et les techniques de manipulation des informations couramment employées par cette dernière brouillent efficacement la crédibilité de cette source d’information. Les anciens sécuristes en profitent pour tenter de discréditer les historiens, enquêteurs ou journalistes trop curieux ou trop persévérants.

#### Le miroir d'un passé traumatisant
Pour survivre dans une société sous surveillance permanente (écoutes téléphoniques, ouverture du courrier, délation généralisée) où une terreur sous-jacente assurait le maintien du régime communiste au pouvoir, les Roumains se sont enfermés dans le silence et l’oubli. Nombre d’entre eux ne veulent pas parler de leur passé ou de celui de leurs proches, conformément au dicton : « Un Roumain, se regardant dans un miroir, se pose des questions : - De nous deux, lequel peut bien être le mouchard ? ». Cette situation restreint le nombre de témoignages sur de nombreux sujets tels que la résistance ou la Securitate, et repousse un travail de mémoire sans lequel il n’y a pas de catharsis possible

#### Une certaine nostalgie du communisme
Enfin, cas particulier dans l’Europe de l'Est, selon différents sondages menés depuis plusieurs années en Roumanie, une part de la population semble encore considérer que le bilan du communisme est positif. Dans le dernier sondage disponible, réalisé en septembre 2021, qui souligne une société roumaine de plus en plus nostalgique du communisme, l'historien Dorin Dobrincu (ro) explique les facteurs favorisant cette tendance : la masse d'informations fausses et décontextualisées disponibles dans les médias, et en particulier sur les réseaux sociaux comme Facebook, le manque d'éducation scolaire, et le fait que la découverte du passé récent est surtout faite à la maison, par les grands-parents, souvent nostalgiques du communisme et idéalisant leur jeunesse perdue. Ainsi même si les choses tendent à évoluer, une part non négligeable des Roumains regardent avec suspicion les actions des résistants et les considèrent comme des bandits, se conformant à la propagande communiste officielle de l’époque. La Roumanie est pourtant l’un des pays ex-communistes où l’épuration et les persécutions communistes ont été les plus profondes. La jeunesse de l’État (dont l’identité nationale s’est cristallisée au début XIXe siècle sur des valeurs révolutionnaires - voir renaissance culturelle roumaine) ajoutée à la brutalité du « nettoyage » des élites précédentes réalisé par les communistes appuyés par l’Armée rouge et le NKVD dans les années 1950, ont facilité une élimination quasi complète de toute opposition structurée. La force de la Securitate et son imprégnation dans la société roumaine, le nombre impressionnant d'informateurs complète le tableau d'une société verrouillée par les communistes. La renaissance démocratique et pluraliste en Roumanie depuis 1990 a ainsi été handicapée par le fait que, d’une part, les anciens dissidents encore vivants étaient peu nombreux, et d’autre part la bureaucratie ex-communiste s’est rapidement muée en une classe d’entrepreneurs libéraux aussi prospères que peu scrupuleux, qui continua sous ces nouveaux habits à constituer le modèle dominant de réussite sociale du pays. L’absence de loi de lustration, votée trop tard et sans effet, comme en Hongrie, en République tchèque, en Pologne ou bien en Allemagne de l’Est, en est un résultat significatif.

### Jour de mémoire

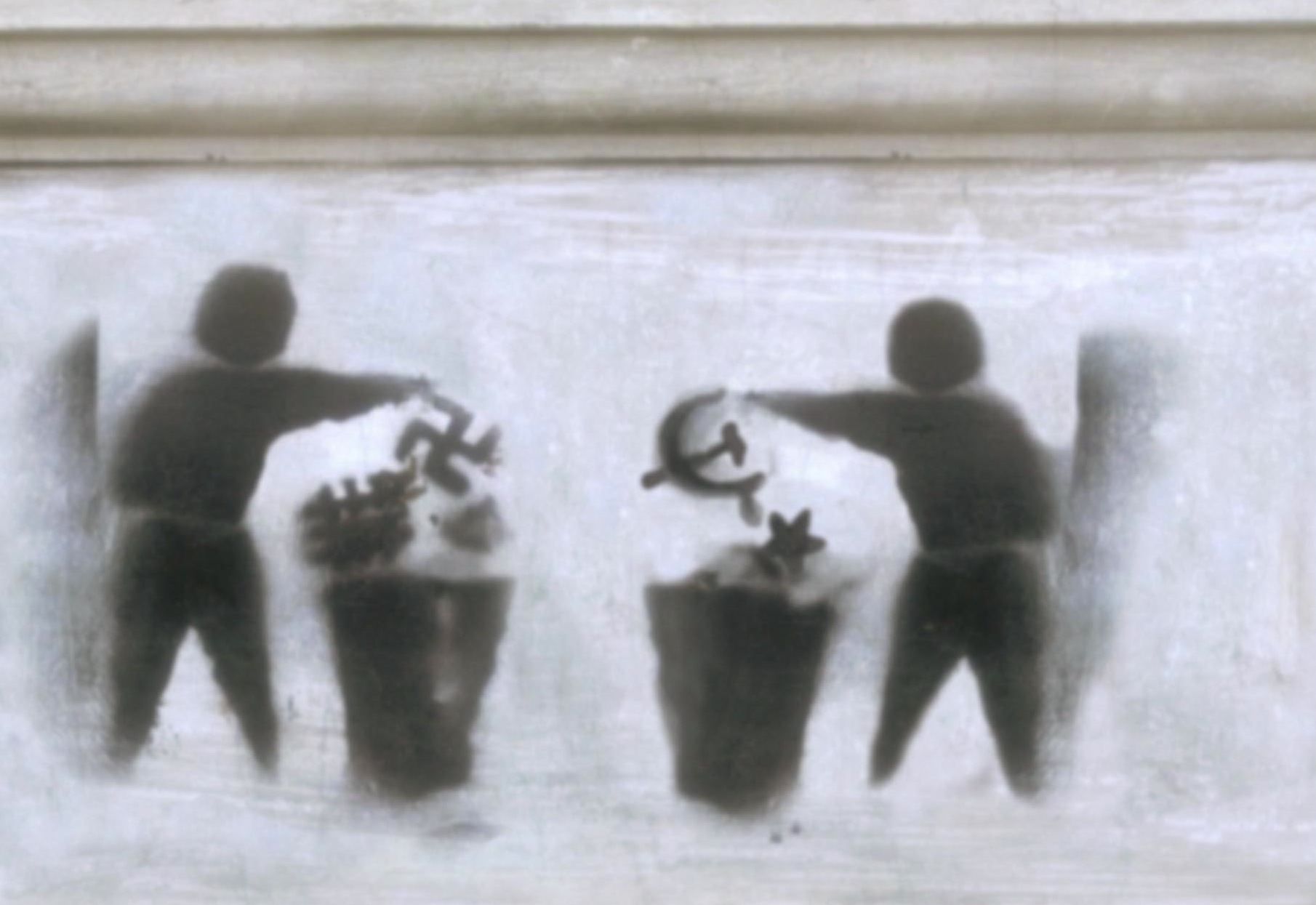
L’esprit de la résistance anti-totalitaire n’a pas disparu : graffiti sur un mur de Bucarest en 2013.

Il a fallu attendre 2016 pour que la Roumanie célèbre véritablement et officiellement ses résistants. Précédemment, aucune loi ou initiative parlementaire n’a pu aller à son terme pour commémorer ce mouvement. Il y a eu cependant des initiatives locales inégales pour tenter de redonner à ce mouvement sa place dans l'histoire roumaine. Contrairement à la Pologne qui célèbre ses « soldats maudits » depuis 2011 ou à d’autres pays de l'ex-Bloc de l'Est qui ont voté un jour de fête nationale, en Roumanie les descendants de la bureaucratie et de la nomenklatura communiste restent crispés sur leur refus d’un devoir de mémoire. Après avoir argumenté jusqu’en 2007 qu’il ne fallait pas cliver la société, et donc refusant de faire un travail de vérité sur le passé communiste, ils changèrent d'avis postérieurement à l’entrée du pays dans l’Union européenne. D'autre part, malgré une condamnation officielle du communisme en 2006, un « négationnisme néo-communiste » plane toujours en Roumanie et reste d'autant plus tenace que les autorités politiques et morales ne parlent pas à l’unisson sur le sujet.

#### Une tentative de brouiller l'image de la Résistance entretenue par les héritiers de la Securitate
L’amalgame assimilant les résistants à des « fascistes antisémites » est activement soutenu par les héritiers du Parti communiste roumain et des anciens sécuristes présents, dans les années 2010, dans presque tous les partis politiques roumains. Il joue un rôle important dans le blocage législatif sur un projet de jour commémoratif, sans compter l’indemnisation des anciens résistants et détenus politiques. C'est seulement en 2020 que le parlement roumain a enfin adopté une loi indemnisant les détenus politiques et les anciens prisonniers de l'URSS. Une loi inapplicable faute de moyens dans les Archives Nationales et au CNSAS, institutions qui ne peuvent faire face aux dizaines de milliers de requêtes qui leur sont parvenues en aval de sa promulagation. Ce texte de loi est aussi considéré comme injuste et interprétable par l'Association des Anciens Détenus Politiques de Roumanie (Asociației Foștilor Deținuți Politici din România), par ailleurs non consultée sur ce projet législatif qui la concernait pourtant au premier chef.
En fait, même si des « légionnaires » ont rejoint la résistance, ils furent, de l’avis de la plupart des historiens, minoritaires au sein de celle-ci (moins de 10 % des maquisards selon des statistiques de la Securitate de 1951). En 2017, il n’est d’ailleurs pas possible d’évaluer précisément leur proportion dans la résistance, car ils n’y étaient pas présents en tant que mouvement constitué et n’agissaient pas à ce titre. D’autre part, de nombreux groupes étaient mixtes, ex-légionnaires et autres, parfois de toutes tendances politiques, y compris un petit nombre (5%) de membres idéalistes et déçus du Parti communiste roumain, souvent de la mouvance de Lucreţiu Pătrăşcanu.

#### Une reconnaissance nationale inégalement partagée
Il existe cependant depuis 2000, une forme de reconnaissance nationale : la « Croix commémorative de la résistance anticommuniste ». En mai 2016, le président Klaus Iohannis a inauguré à Bucarest un monument à leur mémoire, sis devant la maison de la presse libre, sur un emplacement où, de 1960 à 1990, se dressait une statue géante de Lénine.
La reconnaissance complète de l'apport, pour la société roumaine, de l'engagement combattants anticommunistes, et cela quelle que soit leur étiquette politique, n'est toujours pas, en 2024, une idée entièrement partagée par les différents partis politiques ou les autorités du pays. Le consensus est inexistant et la Résistance anticommuniste soulève encore des polémiques, comme le montre un nouvel épisode de contestation mémorielle intervenu en janvier 2024. En effet, le service de l'Inspection Scolaire de Bucarest (ISMB ou Inspectoratul Școlar al Municipiului București), branche du ministère de l’Éducation, ainsi que le préfet de Bucarest, ont interdit l'intervention de deux associations, parmi les plus importantes et actives, dédiées à la mémoire de deux des plus importants résistants roumains : Ion Gavrilă Ogoranu (ro) et Gogu (Gheorghe) Puiu (ro), arguant du fait que la proximité des deux associations avec l'extrême-droite (le mouvement légionnaire étant sous-entendu) rendait incompatible leur activité au sein du milieu scolaire. Le préfet comme l'inspecteur général de la SMB sont des élus PSD (parti « social-démocrate » issu du « front du salut national » lui-même héritier du parti communiste roumain). Les deux associations, qui officiaient depuis des années en partenariat au sein des établissements scolaires de Bucarest, ont répondu vivement par une lettre ouverte, largement diffusée dans la presse et les médias, en considérant cette décision comme une calomnie et une censure abusive, alors qu'aucun prosélytisme ou défense du mouvement légionnaire n'avait été manifestée par les intervenants lors de leurs actions dans les écoles de Bucarest.
Il faut noter que même les historiens et spécialistes ne s'accordent pas tous sur le sujet.

### Institutions publiques relatives à la mémoire
- Institutul de Investigare a Crimelor Comunismului și Memoria Exilului Românesc - Institut de recherche sur les crimes du communisme et la mémoire de l'exil roumain ou (IICCMER) : une institution d’État dont le président est nommé par le gouvernement roumain[102].

- Centrul de Studii asupra Comunismului și Postcomunismului - Centre de recherche sur le communisme et le postcommunisme) : institution dépend conjointement de l'IICCMER et de la faculté d'histoire de l'université Alexandru Ioan Cuza de Iași.

- Consiliul Național pentru Studierea Arhivelor Securității - Conseil National pour l’Étude des Archives de la Securitate ou CNSAS : institution d’État dont le président est nommé par le gouvernement roumain. Les membres du Collège (de direction) sont proposés par les différents pouvoirs et nommés par le Parlement. Il comprennent un représentant de la société civile, proposé par le Président de la Roumanie ; un représentant de la société civile, proposé par le Premier ministre ; et neuf membres, sur proposition des groupes parlementaires, selon la configuration politique des deux Chambres. Sur la base d'un rapport conjoint, établi par les commissions juridiques de la Chambre, Les députés et le Sénat réunis en séance commune nomment les membres du Collège pour une durée de 6 ans[Notes 52].

- Arhivele Naționale ale României - Archives nationales roumaines : institution d’État dont le président est nommé par le gouvernement roumain.

- Institutul Național pentru Studiul Totalitarismului - Institut national pour l’étude du Totalitarisme) ou INST : entité de l'Académie roumaine.

### Organisations non gouvernementales et initiatives privées sur la résistance ou la mémoire
- (ro) Association des Anciens Détenus Politiques de Roumanie - Asociația foștilor deținuți politici din România. Fondée en janvier 1990, l’Association des Anciens Détenus Politiques défend la mémoire de la répression communiste et conserve les témoignages oraux de ses membres. L'association se bat aussi pour faire reconnaître l'ampleur de la persécution communiste et faire condamner les crimes et les abus du régime communiste.

- (ro + fr + en + de) La Fondation Academia Civică administre le  Mémorial des victimes du communisme et de la résistance au musée du Sighet, ainsi que le Centre international d’études sur le communisme (CIEC) de Bucarest, dédié à la mémoire des victimes du communisme et à la résistance roumaine. La page d'accueil du site décrit les objectifs de la Fondation : « La victoire la plus importante du communisme, dont on ne s’est rendu compte qu’après 1989, a été la création de l’individu sans mémoire, le soi-disant homme nouveau, qui ignore qui il était, ce qu’il possédait et ce qu’il faisait avant le communisme. Le Mémorial des Victimes du Communisme et de la Résistance se propose de contrecarrer cette victoire et de raviver la mémoire collective. Le Mémorial se compose du Musée de Sighet et du Centre International d’Etudes sur le Communisme, dont le siège se trouve à Bucarest et qui organise chaque année l’Ecole d’Eté de Sighet. Il est une institution de la Mémoire, unique en son genre en raison du fait qu’il est à la fois un institut de recherche, de muséographie et d’enseignement ».

- (ro) Fondation Culturelle Memoria Fundația Culturală MEMORIA. Créée juste après la révolution de 1989 par Banu Rădulescu, son fondateur, écrivain et ancien détenu politique. Elle vise à porter à la connaissance du public les crimes et des abus du communisme. La Fondation édite sur papier et sur internet mémoires de prison et de déportation ainsi que témoignages de résistants. La revue Mémoire, la revue de la pensée arrêtée a pour mission la dénonciation du communisme. Elle est dédiée aux témoignages des anciens détenus politiques, elle est éditée par la fondation sous l'égide de l'Union des Écrivains Roumains - Memoria ONLINE. Le premier numéro de la revue Memoria, Revista gândirii arestate fut édité en 1990.

- (ro) Le Procès du communisme Procesul comunismului, contrarevolutiei și tranzitiei criminale. Site créé en 2004 rassemblant témoignages, livres et photographies des victimes du communisme, en préparation pour un procès du communisme en Roumanie. Cette initiative de Cicerone Ioniţoiu (ro) pour promouvoir un procès du communisme a permis de déposer une requête à la CEDH en 2013 pour reconnaitre le caractère criminel de ce régime.

- (ro) Site internet Memoria.ro, bibliothèque numérique d'interviews, mémoires, études et histoires orales ainsi que de livres et images de l'histoire récente de la Roumanie - Memoria.ro.

- (ro) Centre de recherche sur les crimes du communisme de Roumanie ou CICCR Centrul de Investigare a Crimelor Comunismului : institution privée indépendante de l’État roumain, fondé par Marius Oprea en 2010, et soutenu par la Fondation Konrad Adenauer, développée dans le cadre de l'Association pour la mémoire des victimes du communisme - Centrul de Investigare a Crimelor Comunismului[Notes 53]. Le Centre semble ne plus avoir d'activité depuis 2013.

- (ro) Mémoire de la résistance par d'anciens détenus politiques roumains (association "Cei 40 de Mucenici") - Memoria Rezistenței.

- (ro)  Série documentaire le Mémorial de la Souffrance, une suite de 250 documentaires réalisés par Lucia Hossu Longin (ro) sur les résistants qui ont survécu à la dictature communiste. Elle contient de nombreux documentaires, témoignages et interviews d'opposants ou de résistants torturés et emprisonnés par la Securitate, mais aussi de tortionnaires, sécuristes et directeurs de prisons communistes : Memorialul Durerii / O istorie care nu se învață la școală. La plupart des documentaires (plus de 250) sont disponibles sur le site officiel TVR sur YouTube : TVR YouTube - Recherche sur Memorialul Durerii. Devenus un véritable monument d'histoire, les 120 premiers numéros ont été rachetés par le Congrès américain et sont en accès libre - Page internet "Youtube" de la TVR présentant les 120 documentaires historiques de la série Memorialul Durerii : TVR - Memorialul Durerii. O istorie care nu se invata la scoala.

- (ro + fr + en) Site internet : Toma Arnăuțoiu 1921-1959 | Memorial Toma Arnăuțoiu, Biographie, photographies et documents sur le lieutenant Toma Arnăuțoiu (ro). Le site appartient à sa créatrice Ioana Raluca Voicu-Arnăuțoiu -  Toma Arnăuțoiu.

- (ro) Site internet Les Héroïnes Nucșoara, un site consacré aux femmes combattantes dans la résistance anticommuniste. Le site appartient à sa fondatrice Ioana Raluca Voicu-Arnăuțoiu - Eroine Nucșoara.

- (ro) Association Gogu Puiu, consacrée à la mémoire du combattant anticommuniste du même nom. Il a été créé par sa petite fille Elena Rădulescu - Gogu Puiu - Asociația „Gogu Puiu și Haiducii Dobrogei”. Au-delà de la mise à disposition d'informations historiques sur le combattant et son groupe, l'association est particulièrement active par le biais d'actions culturelles, d'événements commémoratifs, de lancements de livres, de projections de films, de concerts, d'événements artistiques, de camps sport-études et de projets éducatifs.

- (ro) Fondation Ogoranu, consacré à la mémoire du combattant anticommuniste Ion Gavrilă Ogoranu (ro) - Fundatia Ion Gavrilă Ogoranu. La fondation organise différents évènements commémoratifs, des expositions et interventions d'anciens prisonniers politiques dans les lycées, ainsi que des visites au fort de Jilava en partenarait avec l'association Gogu Puiu și Haiducii Dobrogei.

- (ro + fr + en) Despre demnitate - Povestea unor oameni (aproape) necunoscuți - Site : Le livre sur la dignité - L'histoire de quelques hommes presque inconnus, par Alexandru Pătrașcu.

- Une initiative originale sur la mémoire de la résistance roumaine. Dédié à ceux qui ont gardé leur dignité pendant la terreur communiste, le site a pour ambition la diffusion du savoir sur cette période auprès du grand public. Le livre qui a été publié est le résultat d'essais, d'interviews de maquisards ou de leurs proches, mais aussi d'émotions et de réactions des lecteurs sur la résistance roumaine. Plusieurs pages ont été traduites en français et en anglais. Voici l'esprit du site tel qu'il est décrit sur la page Le livre de la Dignité : Qu’en savons-nous, en dehors des idées reçues ? Assez peu de choses finalement. L’une des idées les plus malheureuses est que le phénomène de la résistance anticommuniste des montagnes roumaines est unique au monde. Pourquoi s’acharner à rechercher cette originalité ? À quoi cela sert-il ? Il a déjà été prouvé, par des moyens très simples, que cette idée d'unicité est aussi grotesque qu'une autre affirmant que tous les combattants des montagnes étaient des gens d’extrême droite. C'est faux, même si, parmi eux, il y avait aussi des légionnaires.
- Le blog a été publié sous le titre : Cartea despre demnitate, Alexandru Pătrașcu, préface de Marius Ghilezan, Editura Virtuală, Bucarest, 2012,  (ISBN 978-606-93389-1-9).

### Sources principales

#### Livres et chapitres
- Adriana Georgescu-Cosmovici (trad. Claude Pascal), Au commencement était la fin : La dictature rouge à Bucarest, Paris, Hachette, 1951 (présentation en ligne).
- (ro) Ion Itu, Bancuri din iepoca odiosului [« Blagues de l'époque de l'odieux »], Brașov, Orientul Latin, 1992 (ISBN 9739547435, présentation en ligne).
- Oana Orlea, Les Années volées : Dans le goulag roumain à 16 ans, Paris, Seuil, coll. « L'Histoire immédiate », 1992, 154 p. (ISBN 2020143860, présentation en ligne).
- (ro) Ion Gavrilă Ogoranu (en), Brazii se frâng, dar nu se îndoiesc [« Les sapins se brisent mais ne ploient pas au vent, Vol. I »], vol. I, Timișoara et Baia Mare, Editura Marineasa puis Editura Marist, 2009, 2e éd. (1re éd. 1993 / 1995) (ISBN 978-973-95729-4-1 et 9739572944, présentation en ligne).
- (ro) Ion Gavrilă Ogoranu (en), Brazii se frâng, dar nu se îndoiesc [« Les sapins se brisent mais ne ploient pas au vent, Vol. II »], vol. II, Timișoara et Baia Mare, Editura Marineasa puis Editura Marist, 2009, 2e éd. (1re éd. 1996) (ISBN 978-973-9185-11-0 et 9739185118, présentation en ligne).
- (ro) Ion Gavrilă Ogoranu (en) et Lucia Baki Nicoara, Brazii se frâng, dar nu se îndoiesc [« Les sapins se brisent mais ne ploient pas au vent, Vol. III »], vol. III, Timișoara et Făgăraș, Editura Marineasa puis Editura Mesagerul de Făgăraș, 2011, 2e éd. (1re éd. 1999) (ISBN 978-973-85045-8-5 et 973-85045-8-9, présentation en ligne).
- (ro) Ion Gavrilă Ogoranu (en), Brazii se frâng, dar nu se îndoiesc [« Les sapins se brisent mais ne ploient pas au vent, Vol. IV »], vol. IV, Făgăraș, Editura Mesagerul de Făgăraș, 2004 (ISBN 973-85045-6-2, présentation en ligne).
- (ro) Ion Gavrilă Ogoranu (en), Brazii se frâng, dar nu se îndoiesc : La pas prin Frăția de Cruce [« Les sapins se brisent mais ne ploient pas au vent, Vol. V »], vol. V, Madrid, Editura Mișcării Legionare, 2006 (ISBN 973992932X, présentation en ligne).
- (ro) Ion Gavrilă Ogoranu (en), Brazii se frâng, dar nu se îndoiesc : Episcopul Ioan Suciu în față furtunii [« Les sapins se brisent mais ne ploient pas au vent, Vol. VI. L'évêque Ioan Suciu face à la tempête »], vol. VI, Cluj, Editura Viața Creștină, 2006 (ISBN 9736740552, présentation en ligne).
- (ro) Ion Gavrilă Ogoranu (en), Elis Neagoe-Pleșa et Liviu Pleșa, Brazii se frang, dar nu se indoiesc. Volumul VII: Miscarea de rezistenta din Muntii Apuseni [« Les sapins se brisent mais ne ploient pas au vent. Vol. VII - La résistance anticommuniste des Monts Apuseni. »], vol. VII, Baia Mare, Editura Marist, 2007 (ISBN 978-973-8935-44-0 et 973-8935-44-X, présentation en ligne, lire en ligne).
- (ro) Cicerone Ionițoiu, Rezistența anticomunistă din munții României, 1946-1958 [« La résistance anticommuniste dans les montagnes roumaine »], Bucarest, Gîndirea Românească, 1993, 2e éd. (ISBN 9739566804, OCLC 636590060, présentation en ligne, lire en ligne).
- (ro) Silvestru Augustin Prunduș et Clemente Plaianu, Catolicism și Ortodoxie romanească : Scurt istoric al Bisericii române unite [« Catholicisme et Orthodoxie roumaine - Bref historique des Eglises roumaines unies »], Cluj-Napoca, Casa de Editură Viața Creștină, 1994 (ISBN 9739622429, présentation en ligne, lire en ligne).
- (ro) Nicolae Ciolacu, Nicolae Ciolacu : Haiducii Dobrogei. Rezistența armată în Munții Babadagului, Dobrogea [« Nicolae Ciolacu - les Haïdouks de Dobrouja. La résistance armée dans les monts de Babadag, en Dobroudja »], Hallandale, Florida, Colectia „Omul Nou”, 1995 (lire en ligne).
- (ro) Cicerone Ionițoiu, Cartea de Aur a rezistenței românești împotriva comunismului [« Le livre d'Or de la Résistance roumaine contre le communisme »], vol. I et II, Bucarest, Editura Hrisovul, 1995 et 1996, 365 et 347 p. (présentation en ligne).
- (ro) Adrian Brișcă et Radu Ciuceanu (ro), Rezistența armată din Bucovina. 1944-1950 [« La Résistance armée de Bucovine. 1944-1950. »], vol. I, Bucarest, Institutul Național pentru Studiul Totalitarismului (INST), 1998, 419 p. (ISBN 9730005745, présentation en ligne).
- (ro) Flori Stănescu et Dragoş Zamfirescu, Ocupaţia sovietică în România - Documente 1944-1946 [« L'occupation soviétique en Roumanie - Documents 1944-1946 »], Bucureşti, Vremea, coll. « Fapte, idei, documente », 1998 (ISBN 9739423175, présentation en ligne).
- (ro) Atanasie Berzescu, Lacrimi și sânge. Rezistența anticomunistă armată din munții Banatului [« Larmes et sang. La Résistance anticommuniste armée des montagnes du Banat »], Timișoara, Editura Marineasa, 1999 (ISBN 9739485316, lire en ligne).
- (en) Dennis Deletant (en), Communist Terror in Romania : Gheorghiu-Dej and the Police State, 1948-1965 [« la terreur communiste en Roumanie : Gheorghiu-Dej et l’État policier »], Londres, Hurst, 1999, 351 p. (ISBN 978-1-85065-386-8, présentation en ligne, lire en ligne).
- (ro) Victor Frunză, Istoria comunismului în România [« L'histoire du communisme en Roumanie »], Bucarest, EVF, 1999 (ISBN 9739120059, lire en ligne), p. 326-329.
- (ro) Dana Maria Niculescu-Grasso, Bancurile politice în țările socialismului real : studiu demologic [« Blaques politiques dans les pays du véritable socialisme : étude démologique »], Bucarest, Fundația Culturală Română, 1999 (ISBN 9735772051, présentation en ligne).
- (ro) Florica Dobre et Alesandru Duțu, Distrugerea elitei militare sub regimul ocupației sovietice în România / 29 august 1944-28 decembrie 1946 [« La destruction de l’élite militaire sous le régime d’occupation soviétique en Roumanie / 29 août 1944 - 28 décembre 1946 »], vol. Vol. 1, București, Institutul Național pentru Studiul Totalitarismului, 2000/2001 (ISBN 9730021317, présentation en ligne).
- (ro) Liviu Vălenaș, Convorbiri cu Mircea Dimitriu : Mișcarea legionară : Între adevăr și mistificare [« Conversations avec Mircea Dimitriu / Le Mouvement légionnaire - Entre vérité et mystification »], Timișoara, Editura Marineasa, 2000 (ISBN 9739485294, lire en ligne).
- (ro) Radu Ciuceanu, Octavian Roske et Cristian Troncotă, Începuturile miscarii de rezistenta în România, Vol II: iunie-noiembrie 1946 [« Les débuts du mouvement de résistance en Roumanie, vol II : juin-novembre 1946 »], vol. II, Bucarest, Institutul Național pentru Studiul Totalitarismului (INST), 2001 (ISBN 9738545439, présentation en ligne).
- Georges Diener (préf. Catherine Durandin), L'autre communisme en Roumanie : Résistance populaire et maquis 1945-1965, Paris, L'Harmattan, coll. « Aujourd'hui l'Europe », 2001, 214 p. (ISBN 2747506355, présentation en ligne).
- (en) Peter Grose, Operation Rollback : America's Secret War Behind the Iron Curtain [« Opération Refoulement : La guerre secrète de l'Amérique derrière le rideau de fer »], New-York, Houghton Mifflin Harcourt / Mariner Books, 2001, 256 p. (ISBN 978-0-618-15458-6, présentation en ligne), p. 166.
- (ro) Gheorghe Onișoru (coordinateur), Consiliul Național pentru Studierea Arhivelor Securității (C.N.S.A.S), Totalitarism și rezistență, teroare și represiune în România comunistă [« Totalitarisme et résistance, terreur et répression en Roumanie communiste »], Bucarest, Editura CNSAS, coll. « Studii » (no 1), 2001 (ISBN 9730025339, présentation en ligne, lire en ligne).
- Stéphane Courtois, Du passé faisons table rase ! Histoire et mémoire du communisme en Europe, Paris, Éditions Robert Laffont, 2002 (ISBN 978-2-221-09500-3, présentation en ligne).
- (ro) Robert Levy, Gloria și decăderea Anei Pauker [« Gloire et décadence d'Ana Pauker »], Iași, Polirom, 2002 (ISBN 9736837858, présentation en ligne).
- (ro) Marius Oprea, "Banalitatea răului". O istorie a Securității în documente [« "La banalité du mal". Une histoire de la Securitate en documents. 1949-1989 »], Iași, Editura Polirom, 2002, 582 p. (ISBN 9736839273, présentation en ligne).
- (ro) Cezar Zugravu, O istorie a rezistenței și a represiunii: 1945-1989 [« Une histoire de la résistance et de la répression : 1945-1989 »], Iași, Tipo Moldova, 2002 (présentation en ligne).
- (ro) Florica Dobre (Coord.), Florian Banu, Camelia Duică, Silviu B. Moldovan, Elis Neagoe et Liviu Țăranu, Consiliul Național pentru Studierea Arhivelor Securității (C.N.S.A.S), Bande, bandiți și eroi : Grupurile de rezistență și Securitatea (1948-1968) [« Bandes, bandits et héros - Les groupes de résistance et la Securitate (1948-1968) »], Bucarest, Editura Enciclopedică, 2003 (ISBN 9734504363, présentation en ligne).
- (ro) Gheorghe Onișoru (coordinateur), Consiliul Național pentru Studierea Arhivelor Securității (C.N.S.A.S), Mișcarea armată de rezistență anticomunistă din Romania. 1944-1962 [« Les mouvements armés de résistance anticommuniste en Roumanie. 1944-1962 »], Bucarest, Editura Kullusys, 2003, 448 p. (ISBN 978-973-86421-1-9, présentation en ligne).
- (ro) Dan Cătănuș et Octavian Roske, Colectivizarea agriculturii în România: represiunea. Vol. 1 [« Collectivisation de l'agriculture en Roumanie : répression. Vol. 1 »], Bucarest, Institutul Național pentru Studiul Totalitarismului, 2004 (ISBN 9738610737, présentation en ligne).
- (ro) Marian Cojoc, Rezistența armată din Dobrogea, 1945-1960 [« La Résistance armée de Dobroudja »], Bucarest, Institutul Național pentru Studiul Totalitarismului (INST), 2004 (ISBN 9738665426, présentation en ligne).
- (ro) Constantin Hrehor, Muntele mărturisitor. Anii Rezistenței : Anii Suferinței [« Le mont confesseur. Des années de la Résistance / Des années de Souffrance »] (Recueil du témoignage oral de Gavril Vatamaniuc), Iași, Editura Timpul / Apologeticum, 2004 (1re éd. 2002) (ISBN 9736120422, présentation en ligne, lire en ligne).
- (ro) Marius Oprea, Moștenitorii Securității [« Les héritiers de la Securitate »], Bucarest, Editura Humanitas, coll. « Istorie », 2004, 267 p. (ISBN 9735008475, présentation en ligne).
- (ro) Adrian Brișcă, Jurnalul unui partizan : Vasile Motrescu și rezistența armată din Bucovina, 1944-1958 [« Le journal d'un partisan : Vasile Motrescu et la Résistance armée de Bucovine »], Bucarest, Institutul Național pentru Studiul Totalitarismului (INST), 2005, 239 p. (ISBN 9737861051, présentation en ligne, lire en ligne).
- (ro) Dorin Dobrincu et Coordinateur scientifique Dr. Ioan Ciupercă professeur universitaire, Rezistența armată anticomunistă din România (1944 la începutul anilor '60) [« La Résistance armée anticommuniste de Roumanie (De 1944 au début des années 1960) »] (thèse de doctorat), Iași, Universitatea Alexandru Ioan Cuza Falcultatea de Istorie, 2006 (présentation en ligne).
- (ro) Armin Heinen (trad. de l'allemand par Cornelia et Delia Eșianu), Legiunea „Arhanghelul Mihail” : Mișcare sociala și organizație politica / Contribuție la problema fascismului internațional [« La légion « Archange Michel » - Le mouvement social et l'organisation politique / Contribution au problème du fascisme international »], Bucarest, Humanitas, 2006, 2e éd. (1re éd. 1986), 541 p. (ISBN 978-973-50-1158-1, présentation en ligne, lire en ligne), p. 256 et 425.
- (en) Kevin McDermott et Matthew Stibbe, Revolution and resistance in Eastern Europe : challenges to communist rule [« Révolution et résistance en Europe de l'Est : les défits au régime communiste »], Londres, Berg, 2006, 224 p. (ISBN 978-1-84520-259-0, présentation en ligne).
- (en) Evan Thomas, The Very Best Men. The Daring Early Years of the CIA [« Les meilleurs des hommes - Les jeunes années audacieuses de la CIA »], New-York, Simon & Schuster, 2006, 432 p. (ISBN 978-1-4165-3797-7, présentation en ligne).
- (ro) Vladimir Tismăneanu (Président de la Commission), Comisia Prezidențială pentru Analiza Dictaturii Comuniste din România, Comisia Prezidențială pentru Analiza Dictaturii Comuniste din România : Raport final [« Commission Présidentielle pour l'Analyse de la Dictature Communiste en Roumanie - Rapport Final »], Bucarest, Présidence roumaine, 2006 (lire en ligne).
- Romulus Rusan (trad. Mioara Izverna), Chronologie et géographie de la répression communiste en Roumanie ; Le recensement de la population concentrationnaire, 1945-1989, Bucarest, Editura Fundației Academia Civică (no 1), 2007, 137 p. (ISBN 978-973-8214-36-1, présentation en ligne).
- (ro) Stan Stoica, Dicționar de istorie a României [« Dictionnaire d'histoire de la Roumanie »], Bucarest, Editura Merona, 2007, 1re éd., 437 année première édition=2007 (ISBN 978-606-750-018-9, présentation en ligne).
- Mirel Bran, La Roumanie vingt ans après. Le chasseur de la Securitate, Paris, Éditions du Cygne, 2008, 109 p. (ISBN 978-2-84924-156-1, présentation en ligne, lire en ligne).
- Catherine Durandin et Zoe Petre, La Roumanie post 1989, Paris, L'Harmattan, 2008, 218 p. (ISBN 978-2-296-05493-6, présentation en ligne).
- (ro) Ștefan Bellu, Pădurea răzvrătită. Mărturii ale rezistenței anticomuniste [« La forêt rebelle. Témoignages de la résistance anticommuniste »], Târgu-Lăpuș, Editura Galaxia Gutenberg, coll. « Historia XVII », 2009, 2e éd. (1re éd. 1986) (ISBN 978-973-141-109-5, présentation en ligne).
- (en) Dorin Dobrincu et Constantin Iordachi, Transforming Peasants, Property and Power: The Collectivization of Agriculture in Romania, 1949-1962 [« La transformation des paysans, de la propriété et du pouvoir : la collectivisation de l'agriculture en Roumanie, 1949-1962 »], New-York, Central European University Press, 2009 (ISBN 978-963-9776-25-8, présentation en ligne).
- (en) Vladimir Tismăneanu, Stalinism Revisited. The Establishment of Communist Regimes in East-Central Europe [« Le stalinisme revisité : l'instauration d'un régime communiste en Europe centrale et orientale »], New-York, Central European University Press, 2009, 444 p. (ISBN 978-963-9776-55-5, présentation en ligne, lire en ligne).
- (ro) Elisabeta Rizea et Cornel Drăgoi, Povestea Elisabetei Rizea din Nucșoara : Mărturia lui Cornel Drăgoi [« L'histoire d'Elisabeta Rizea »], Bucarest, Editura Humanitas, 2010 et 2012 (1re éd. 1993), 187 p. (ISBN 978-973-28-0399-8, 978-973-50-2688-2 et 978-973-50-3437-5, présentation en ligne, lire en ligne).
- (ro) Neagu Djuvara (trad. Souvenirs d'exil), Amintiri din pribegie, Bucarest, Humanitas, 2012 (ISBN 978-973-50-3664-5, présentation en ligne).
- (ro) Adrian Stroea et Marin Ghinoiu, Din elita artileriei [« De l'élite de l'artillerie »], București, Centrul tehnic-editorial al armatei, 2012 (ISBN 978-606-524-122-0, présentation en ligne, lire en ligne).
- (ro) Vlad Mitric-Ciupe, Arhitecții români și detenția politică, 1944-1964. Între destin concentraționar și vocație profesională [« Les architectes roumains et la détention politique, 1944-1964. Entre un destin concentrationnaire et vocation professionnelle »], Bucarest, Institutul Național pentru Studiul Totalitarismului (INST), coll. « Colecția Studii », 2013, 560 p. (ISBN 978-973-7861-58-0, présentation en ligne).
- Claudia-Florentina Dobre, Un pays derrière les barbelés. Brève histoire de la répression communiste en Roumanie, Bucarest, Fundația Culturală Memoria, 2013 (ISBN 978-606-8285-16-0, présentation en ligne).
- (ro) Valentin Hossu Longin, Canalul morții. Martor [« Le Canal de la Mort. Témoignage »], Bucarest, Fundația Academia Civică, 2013 (ISBN 978-973-8214-72-9, présentation en ligne).
- (ro) Père Vasile Rus (dir.), Viorel Rus, Oana Ionel, Dorin Dobrincu, Marius oprea, Mihai Şoica, Tudor Ravoiu, Mihai Hendea, Radu Sîrbu, Cristian Silași, Florina Pop et Gheorghe Petrov, Martirii din Dealul Crucii : studii, articole și documente [« les martyrs de Dealul Crucii - Études, articles et documents »], Bistrița, Editura George Coșbuc, 2013 (ISBN 978-606-8077-34-5, présentation en ligne, lire en ligne).
- (ro) Romulus Rusan, Cartea morților din închisori, lagăre, deportări-1944-1989 [« Le livre des morts en prison, dans les camps de travail, en déportation-1944-1989 »], Bucarest, Fundației Academia Civică + Centrul Internațional de Studii asupra Comunismului, 2013, 880 p. (ISBN 978-973-8214-56-9, présentation en ligne).
- (ro) Constantin Vasilescu (Album-photo documentaire complété par des analyses détaillées), Rezistență Armată Anticomunistă [« La Résistance armée anticommuniste »], Bucarest, Editura Predania, 2013 (ISBN 978-606-8195-32-2, présentation en ligne).
- Traian Sandu, Un fascisme roumain : Histoire de la Garde de fer, Paris, Perrin, 2014, 494 p. (ISBN 978-2-262-03347-7, présentation en ligne).
- (en) Andrei Miroiu, Romanian Counterinsurgency and its Global Context, 1944-1962 [« La contre-insurrection roumaine et son contexte global, 1944-1962 »], Londres, Palgrave McMillan, Springer International Publishing, 2016, 112 p. (ISBN 978-3-319-32379-4 et 978-3-319-32378-7, DOI 10.1007/978-3-319-32379-4, présentation en ligne).
- (ro) Daniel Popa, Pe aici nu se trece. Revoltele taranesti din Vrancea (1957-1958) [« Par ici, on ne passe pas. Les révoltes paysannes de Vrancea (1957-1958) »], Bucarest, Fundația Academia Civică, coll. « Istorie orală / Recviem pentru țăranul roman », 2016 (ISBN 978-973-8214-97-2, présentation en ligne).
- (ro) William Totok et Elena-Irina Macovei, Intre mit și bagatelizare. Despre reconsiderarea critica a trecutului, Ion Gavrilă Ogoranu și rezistență anticomunista din România [« Entre mythe et mépris. Sur la reconsidération critique du passé, Ion Gavrilă Ogoranu et la résistance anticommuniste de Roumanie »], Iași, Editura Polirom, 2016, 366 p. (ISBN 978-973-46-6127-5, présentation en ligne).
- (ro) Lucian Vasile, Razboiul Spionilor. Actiunile Secrete Ale Exilului Romanesc La Inceputul Comunismului [« La guerre des espions. Les actions secrètes de l'Exil roumain au début du communisme »], Bucarest, Corint, 2022, 784 p. (ISBN 978-606-0881-29-2, présentation en ligne, lire en ligne).

##### Chapitres
- (ro) Theodor Băbulescu et Liviu Țăranu, « Existența cotidiană a unui 'bandit': cazul Vasile Motrescu » [« L'existence quotidienne d'un 'bandit' : le cas de Vasile Motrescu »], dans Consiliul Național pentru Studierea Arhivelor Securității / Gheorghe Onișoru (coordinateur), Mișcarea armată de rezistență anticomunistă din Romania. 1944-1962 [« Le mouvement de résistance armée anticommuniste en Roumanie. 1944-1962 »], Bucarest, Editura Kullusys, coll. « Studii 2 », 2003 (ISBN 978-973-86421-1-9, présentation en ligne, lire en ligne), p. 281-299.
- (ro) Florian Banu, « Metode utilizate de securitate pentru lichidarea grupurilor de rezistență din munți (1948 – 1958) » [« Méthodes utilisées par la Securitate pour liquider les groupes de résistants des montagnes (1948 – 1958) »], dans Consiliul Național pentru Studierea Arhivelor Securității / Gheorghe Onișoru (coordinateur), Mișcarea armată de rezistență anticomunistă din România, 1944-1962 [« Le mouvement de résistance armée anticommuniste en Roumanie. 1944-1962 »], Bucarest, Editura Kullusys, coll. « Studii 2 », 2003 (ISBN 978-973-86421-1-9, présentation en ligne), p. 301-316.
- (ro) Liviu Marius Bejenaru, « Să lupți pentru a muri: Mișcarea de Rezistență Armată Anticomunistă din România. O încercare de analiză » [« Lutter pour mourir : Le mouvement armé de résistance anticommuniste de Roumanie. Un essai d'analyse »], dans Consiliul Național pentru Studierea Arhivelor Securității / Gheorghe Onișoru (coordinateur), Mișcarea armată de rezistență anticomunistă din România, 1944-1962 [« Le mouvement de résistance armée anticommuniste en Roumanie. 1944-1962 »], Bucarest, Editura Kullusys, coll. « Studii 2 », 2003 (ISBN 978-973-86421-1-9, présentation en ligne), p. 376-380.
- (ro) Liviu Țăranu, « Evoluția Trupelor de Securitate în cadrul Structurilor MAI (1949-1989) » [« Evolution des troupes de la Securitate dans le cadre des structures du Ministères des Affaires Intérieures (1949-1989) »], dans Silviu B. Moldovan (coordonator) / Consiliul Național pentru Studierea Arhivelor Securității (CNSAS), Arhivele Securității [« Les archives de la Securitate »], vol. I, Bucarest, Editura Nemira, 2004 (ISBN 9735697130, présentation en ligne), p. 296-310.
- (ro) Jipa Rotaru, « Un erou al rezistenței anticomuniste din România anilor 50: Vasile Motrescu : Grupul Mandea. Între legendă și adevăr » [« Un héros de la résistance anticommuniste en Roumanie dans les années 1950 : Vasile Motrescu / le groupe Mandea. Entre légende et vérité »], dans Jipa Rotaru, "Eroism și eroi la români": Prima sesiune de comunicări științifice; Maia Catargi - Ialomița; 16-17 septembrie 2005 [« « Héroïsme et héros chez les Roumains » : Première séance de communications scientifiques ; Maia Catargi - Ialomita; 16-17 septembre 2005 »], Constanța, Editura Fundației Andrei Șaguna, 2006 (ISBN 978-973-732-035-3, présentation en ligne), p. 203-210.
- (ro) Marius Oprea, « Securitatea și moștenirea sa » [« La Securitate et son héritage »], dans Ruxandra Cesereanu, Comunism și represiune în România. Istoria tematică a unui fratricid național [« Communisme et répression en Roumanie. Histoire thématique d'un fratricide national »], Iași, Editura Polirom, 2006 (ISBN 978-973-46-0312-1, présentation en ligne), p. 23-37.
- (ro) Florian Banu, « „Strămoșii” Securității - structuri de poliție politică din România în perioada 23 august 1944-30 august 1948 » [« Les ancêtres de la Securitate - les structures de la police politique de Roumanie dans la période du 23 août 1944 au 30 août 1948 »], dans Aurel Pentelescu et Gavril Preda, Clipe de viață. Comandorul dr. Ilie Manole la 60 de ani [« Moments de vie. Le commandeur dr. Ilie Manole à 60 ans »], Ploiești, Editura Karta-Graphic, 2007 (lire en ligne), p. 456-484.
- (en) Cristina Petrescu et Dragoș Petrescu, « Retribution, Remembering, Representation: On Romania's Incomplete Break with the Communist Past » [« Châtiment, mémoire, représentation : au sujet de la rupture incomplète de la Roumanie avec son passé communiste »], dans Gerhard Besier et Katarzyna Stokłosa, Geschichtsbilder in den postdiktatorischen Ländern Europas: auf der Suche nach historisch-politischen Identitäten [« Images historiques dans les pays post-dictatoriaux d'Europe: à la recherche d'identités historico-politiques »], Münster, LIT Verlag, 2009 (ISBN 978-3-643-10230-0, présentation en ligne, lire en ligne).
- (ro) Ilarion Țiu, « capitol 1.3 "Protocolul dintre Mișcarea legionară și Ministerul de Interne (10 decembrie 1945)" » [« chapitre 1.3 Le protocole entre le Mouvement Légionnaire et le Ministère de l'Intérieur (10 décembre 1945) »], dans Istoria mișcării legionare. 1944-1968 [« Histoire du mouvement légionnaire. 1944-1968 »], Târgoviște, Editura Cetatea de scaun, 2012 (ISBN 978-606-537-115-6, présentation en ligne, lire en ligne).

#### Articles
- (ro) Constantin Latea, « Epurări din armata româna. Criterii politice și mijloace de presiune: 1945-1958 » [« Les purges de l'armée roumaine / Critères politiques et moyens de pression »], Arhivele Totalitarismului, Bucarest, Institutul Național pentru Studiul Totalitarismului (INST), nos 1-2,‎ 1994, p. 222-240 (ISSN 1221-6917, présentation en ligne).
- (en) Eduard Mark, « The OSS in Romania, 1944-1945: An Intelligence Operation in the Early Cold War » [« L'OSS en Roumanie, 1944-1945: Une opération de renseignement dans les premières heures de la guerre froide »], Intelligence and National Security, London, Franck Cass, vol. 9, no 2,‎ avril 1994, p. 320-344 (présentation en ligne).
- (ro) Gheorghe Onișoru, « “Vin americanii!” – de la speranță la iluzie în România postbelică » [« "Les Américains arrivent!" - De l'espérance à l'illusion dans la Roumanie d'après-guerre »], Anuarul Institutului de Istorie A.D. Xenopol, Iași, Academia Română - Filiala Iași /Institutul de Istorie “A. D. Xenopol”, vol. XXXI,‎ 1994, p. 299-313 (ISSN 1221-3705, présentation en ligne, lire en ligne, consulté le 22 octobre 2024).
- (ro) Dennis Deletant (en), « Coloniile de muncă din Delta Dunării 1949-1960 » [« Les colonies de travail du Delta du Danube 1949-1960 »], Analele Sighet, Bucarest, Editura Fundația Academia Civică « Instaurarea comunismului - între rezistență și represiune », no 2,‎ 1995, p. 264-267 (ISBN 9730001901, présentation en ligne, lire en ligne, consulté le 22 octobre 2024).
- (ro) Octavian Roske, « Colectivizarea agriculturii. Represiunea totală, 1957-1962 I până XXXII (32 articole) » [« Collectivisation de l'agriculture. Répression totale, 1957-1962 I à XXXII (32 articles) »], Arhivele Totalitarismului, București, Institutul Național pentru Studiul Totalitarismului (INST), nos 1 à 76-77,‎ 2012 (ISSN 1221-6917, présentation en ligne).
- (ro) Cristian Troncotă, « Procesul mișcării naționale de rezistență 1946, IV » [« Le processus du mouvement national de résistance 1946, IV »], Arhivele Totalitarismului, Bucarest, Institutul Național pentru Studiul Totalitarismului (INST), vol. V, no 17,‎ 1997, p. 117-132 (ISSN 1221-6917, présentation en ligne).
- (ro) Alexandru Oșca et Vasile Popa (Communiqué présenté lors du Symposium de Sighetu Marmației 19-21 juin 1998), « Implicarea aparatului politic în acțiunea de epurare a cadrelor armatei romane în anul 1948 » [« L'implication de l'appareil politique dans la purge des cadres militaires en 1948 »], Analele Sighet, Bucarest, Fundația Academia Civică « Anul 1948 - instituționalizarea comunismului », no 6,‎ 1998 (ISBN 9739843743, présentation en ligne, lire en ligne, consulté le 14 octobre 2024).
- (ro) Adrian Brișcă, « Rezistența armată anticomunistă din România, 1944-1962 » [« La Résistance armée anticommuniste de Roumanie 1944-1962 »], Arhivele Totalitarismului, Bucarest, Institutul Național pentru Studiul Totalitarismului (INST), nos 22-23,‎ janvier-février 1999, p. 42-67 (ISSN 1221-6917, présentation en ligne, lire en ligne, consulté le 14 octobre 2024).
- Georges Diener, « Résistance paysanne et maquis en Roumanie de 1945 à 1965 - La résistance paysanne à la collectivisation », Genèses, Paris, Éditions Belin, no 43,‎ février 2001, p. 145-158 (ISSN 1776-2944, DOI 10.3917/gen.043.0145, lire en ligne, consulté le 14 octobre 2024).
- Georges Diener, « Résistance populaire et maquis en Roumanie (1945-1965) », Guerres mondiales et conflits contemporains, Paris, Presses universitaires de France (PUF), no 204,‎ avril 2001, p. 125-139 (ISBN 978-2-13-052722-0, lire en ligne, consulté le 14 octobre 2024).
- (ro) Cornel Jurju, Universitatea Babeș-Bolyai - Institutul de Istorie Orală, « Mitul «venirii americanilor». Studiu de caz: rezistența anticomunistă de la Huedin » [« Le mythe de la "venue des Américains". Etude de cas : la résistance anticommuniste de Huedin »], Anuarul Institutului de Istorie Orală, Cluj, Editura Argonaut, vol. III,‎ 2002, p. 173-192 (ISSN 1454-4865, présentation en ligne).
- (ro) Ioana Raluca Voicu-Arnăuțoiu, « Torturați și torționari » [« Torturés et tortionnaires »] (Communication faite lors du Symposium International "Le phénomène Pitești, la rééducation par la torture" à Pitești les 6-8 décembre 2001), Memoria, Revista gândirii arestate, Cluj, Editura Argonaut, nos 40/41,‎ 2002, p. 59-67 (présentation en ligne, lire en ligne, consulté le 14 octobre 2024).
- (ro) Alina Mungiu-Pippidi, « La moartea unei femei » [« La mort d'une femme »], Dilema, Institutul Cultural Român, vol. XI, no 550,‎ 2003, p. 12 (présentation en ligne).
- (ro) Florian Banu, « Mitul venirii americanilor reflectat în documentele Securității » [« le mythe de l'arrivée des Américains reflété dans les documents de la Securitate »], Arhivele Totalitarismului, Bucarest, Institutul Național pentru Studiul Totalitarismului (INST), nos 3-4,‎ 2004, p. 34-46 (ISSN 1221-6917, présentation en ligne).
- (ro) Dorin Dobrincu, « Bucovineni contra sovietici. Rezistența armată antisovietică/anticomunistă din Bucovina (martie-august 1944 - iulie 1946) » [« La Résistance armée anticommuniste de Roumanie 1944-1962 »], Anuarul Institutului de Istorie Orală, Cluj, Presa universitară clujeană / Editura Argonaut, vol. V,‎ 2004, p. 123-182 (ISSN 1454-4865, présentation en ligne).
- Stéphanie Mahieu, « Une Église dissidente ? L'Église gréco-catholique roumaine pendant la période communiste (1948-1989) », Revue d’études comparatives Est-Ouest, vol. 35, no 4,‎ 2004, p. 93–126 (ISSN 2259-6100, DOI 10.3406/receo.2004.1679, lire en ligne, consulté le 24 octobre 2024).
- (en) Lavinia Stan et Lucian Turcescu, « Intellectuals, and academic integrity in Romania » [« Les intellectuels et l'intégrité académique en Roumanie »], Problems of Post-Communism, NY & Harvard, Routledge, no 51 (4),‎ 2004, p. 12-24 (ISSN 1075-8216, présentation en ligne, lire en ligne, consulté le 24 octobre 2024).
- (ro) Florian Banu, « Adevăr și ficțiune în documentele Securității » [« Vérités et fictions dans les documents de la Securitate »], Analele științifice ale Universității Alexandru Ioan Cuza din Iași, Iași, Universitatea „Alexandru Ioan Cuza” din Iași, Facultatea de Istorie, seria Istorie no LI,‎ 2005, p. 375-392 (ISSN 1221-843X, présentation en ligne, lire en ligne, consulté le 15 octobre 2024).
- (ro) Razvan Braileanu (Le mercredi 29 juillet 2005, au siège du GDS (Groupe Pour le Dialogue Social), s'est déroulée une table ronde modérée par Gabriel Liiceanu dont le thème était Des intellectuels harcelés par la Securitate ? : cas de Marius Oprea. Le débat a été provoqué par une série de menaces reçues par l'historien et éditeur Marius Oprea. À l'issue du débat, une lettre ouverte a été envoyée au Président Traian Băsescu, lettre que nous reproduisons ici, ainsi que des fragments de ce débat), « Intelectuali hartuiți de Securitate? » [« Des intellectuels harcelés par la Securitate ? »], Revista 22, Bucarest, Grupul pentru Dialog Social,‎ 5 juillet 2005 (ISSN 1220-5761, lire en ligne, consulté le 24 octobre 2024).
- (ro) Florian Banu et Cosmin Budeancă, Florentin Olteanu, Iulia Pop (Travaux présentés au Symposium Internațional Făgăraș-Sâmbăta de Sus, les 24-26 mars 2006), « Mișcarea de rezistență armată anticomunistă din România - între negare și hiperbolizare » [« Le Mouvement de résistance armée anticommuniste de Roumanie - Entre la négation et l'hyperbolisation »], Rezistența anticomunistă – cercetare științifică și valorificare muzeală, Cluj, Editura Argonaut, vol. I,‎ 2006, p. 299-314 (ISBN 978-973-109-016-0, présentation en ligne, lire en ligne, consulté le 15 octobre 2024).
- (ro) Claudia Dobre, « Rezistența anticomunistă în România: memorie și istorie » [« La Résistance anticommuniste en Roumanie : mémoire et histoire »], Memoria, Revista gândirii arestate, Bucarest, Fundația Culturală "Memoria", no 54,‎ 2006 (présentation en ligne, lire en ligne, consulté le 15 octobre 2024).
- Claudia Dobre, « Elisabeta Rizea de Nucșoara : un « lieu de mémoire » pour les roumains ? », Conserveries mémorielles - Revue transdisciplinaire, Université Laval, Québec, IHTP - Institut d'Histoire du Temps Présent, CELAT,‎ 1er octobre 2006 (ISSN 1718-5556, lire en ligne, consulté le 15 octobre 2024).
- (ro) Romulus Rusan et Ion Gavrilă-Ogoranu, « Liber în munți » [« Libre dans les montagnes »] (Morceaux des conférences et discussions lors de l'université d'été de Sighet en juillet 2003), Revista 22, Bucarest, Grupul pentru Dialog Social,‎ 12 mai 2006 (ISSN 1220-5761, présentation en ligne, lire en ligne, consulté le 24 octobre 2024).
- (en) Lavinia Stan, « The vanishing truth? Politics and memory in post-communist Europe » [« La disparition de la vérité ? Politique et mémoire dans l'Europe post-communiste »], East European Quarterly, Boulder, Department of History / University of Colorado, no 40 (4),‎ 2006, p. 383-408 (ISSN 2469-4827, présentation en ligne, lire en ligne, consulté le 24 octobre 2024).
- (en) Lavinia Stan, « Lustration in Romania: The Story of a Failure » [« La lustration en Roumanie : histoire d'un échec »], Studia Politica. Romanian Political Science Review, Bucarest, Editura Universităţii din Bucureşti, no 6 (1),‎ 2006, p. 135-156 (ISSN 1582-4551, présentation en ligne, lire en ligne, consulté le 24 octobre 2024).
- (ro) Dorin Dobrincu, « Rezistența armată anticomunistă din Munții Făgăraș - versantul nordic. „Grupul carpatic făgărășan” / Grupul Ion Gavrilă (1949/50-1955/56) » [« La résistance armée des Monts Făgăraș - versant sud. 'Le groupe carpatic făgărășan / Groupe Ion Gavrilă (1949/50-1955/56)' »], Anuarul Institutului de Istorie 'George Barițiu', Bucarest, Editura Academiei Române, historica no XLVI,‎ 2007, p. 433-502 (présentation en ligne, lire en ligne, consulté le 15 octobre 2024).
- (ro) Gheorghe Gorun et Hadrian Gorun, « Un parașutat în România vândută: Mircea Popovici » [« Un parachuté dans une Roumanie trahie »], Anuarul Institutului de Istorie Orală, Cluj, Presa universitară clujeană / Editura Argonaut, vol. VIII,‎ 2007, p. 148-172 (ISSN 1454-4865, présentation en ligne).
- (en) Cristina Petrescu et Dragoș Petrescu, « Resistance and Dissent under Communism – The Case of Romania » [« Résistance et dissidence sous le Communisme - Le cas de la Roumanie »], Totalitarismus und Demokratie, Göttingen, Vandenhoeck & Ruprecht, no 2,‎ 2007, p. 323–346 (ISSN 1612-9008, présentation en ligne, lire en ligne, consulté le 15 octobre 2024).
- (ro) Silviu B. Moldovan et Mihai Demetriade, Consiliul Național pentru Studierea Arhivelor Securității (C.N.S.A.S), « Ion Mitucă, de la rezistență la disidență : Memoriu de Ion Mitucă privind aspecte ale vieții deținuților politici din lagărul Cavnic » [« Ion Mitucă, de la résistance à la dissidence / Mémoire de Ion Mitucă au sujet de la vie des détenus politiques dans le camp de concentration de Cavnic »], Caietele CNSAS, Bucarest, Editura Consiliului Național pentru Studierea Arhivelor Securității, no 2,‎ 2008, p. 74-147 (ISSN 1844-6590, lire en ligne, consulté le 25 octobre 2024).
- (ro) Liviu-Marius Bejenaru, Consiliul Național pentru Studierea Arhivelor Securității (C.N.S.A.S), « Manipulare și dirijare prin observarea stării de spirit a populației. Studiu de caz: Festivalul Mondial al Tineretului și Studenților de la București (2-14 août 1953) » [« Manipulation contrôle par l'observation de l'état d'esprit de la population / Étude de cas : le Festival de la Jeunesse et des Étudiants de Bucarest (2-14 août 1953) »], Caietele CNSAS, Bucarest, Editura Consiliului Național pentru Studierea Arhivelor Securității, no 2,‎ 2008, p. 251-263 (ISSN 1844-6590, lire en ligne, consulté le 25 octobre 2024).
- (ro) Alina Ilinca, Consiliul Național pentru Studierea Arhivelor Securității (C.N.S.A.S), « Politica de control a regimului comunist asupra spațiului public. Studiu de caz: Jocurile Mondiale Universitare de Iarnă de la Poiana Stalin (28 ianuarie-8 februarie 1951) » [« La politique de contrôle du régime communiste sur l'espace public / Étude de cas : les Jeux Universitaires Mondiaux d'Hiver de Poiana Stalin (28 janvier-8 février 1951) »], Caietele CNSAS, Bucarest, Editura Consiliului Național pentru Studierea Arhivelor Securității, no 2,‎ 2008, p. 237-250 (ISSN 1844-6590, lire en ligne, consulté le 25 octobre 2024).
- (ro) Liviu Țăranu, « Considerații privind evoluția Mișcării Legionare în timpul democrației populare » [« Considérations sur l'évolution du Mouvement légionnaire à l'époque de la démocratie populaire »], Sangidava, Târgu-Mureș, Editura Ardealul, no 2,‎ 2008, p. 201-205 (lire en ligne, consulté le 15 octobre 2024).
- (ro) Paula Ivan, « Formele de represiune a rezistenței anticomuniste în memoria colectivă (I) » [« Les formes de répression de la Résistance anticommuniste dans la mémoire collective (I) »], Revista Arhivelor, Bucarest, Arhivele Nationale ale României, no 1,‎ 2009 (lxxxvi), p. 219-245. (ISSN 1453-1755, présentation en ligne, lire en ligne, consulté le 15 octobre 2024)
- (en) Lavinia Stan, « Truth Commissions in Post-Communism: The Overlooked Solution? » [« Les commissions de la vérité dans le Post-communisme: La solution oubliée ? »], Open Political Science Journal, Canada, Department of Political Science, St. Francis Xavier University, no 2 (1),‎ 2009, p. 1-13 (ISSN 1874-9496, lire en ligne, consulté le 26 octobre 2024).
- (ro) Lavinia Stan et Diane Vancea, « Alegerile parlamentare din 2008: vin vechi în sticle noi » [« Les élections parlementaires de 2008: Du vieux dans un emballage neuf »], Sfera Politicii, Bucarest, Fundația Societatea Civilă, nos 131-132,‎ 2009, p. 3-13 (ISSN 1221-6720, lire en ligne, consulté le 26 octobre 2024).
- Delphine Saubaber et Marion Guyonvarch, « Les Roumains sont incapables de se penser coupables », L'Express,‎ 17 décembre 2009 (ISSN 0245-9949, lire en ligne, consulté le 26 octobre 2024).
- Delphine Saubaber et Marion Guyonvarch, « Le système de la Securitate était pire que la Stasi », L'Express,‎ 17 décembre 2009 (ISSN 0245-9949, lire en ligne, consulté le 26 octobre 2024).
- Delphine Saubaber et Marion Guyonvarch, « La Roumanie de Ceausescu ou l'espionnage généralisé », L'Express,‎ 17 décembre 2009 (ISSN 0245-9949, lire en ligne, consulté le 26 octobre 2024).
- (ro) Andrei Cornea, « Anticomuniști cu un singur ochi » [« Un anticommunisme borgne »], Revista 22, Bucarest, Grupul pentru Dialog Social,‎ 9 mars 2010 (ISSN 1220-5761, présentation en ligne, lire en ligne, consulté le 26 octobre 2024).
- (en) Andrei Miroiu, « Wiping Out ‘The Bandits’: Romanian Counterinsurgency Strategies in the Early Communist Period » [« Nettoyer les « bandits » : Les stratégies de contre-insurrection roumaine dans les premières années du communisme »], The Journal of Slavic Military Studies, Londres, Taylor and Francis, vol. 23, no 4,‎ 3 décembre 2010 (ISSN 1351-8046, DOI 10.1080/13518046.2010.526021, présentation en ligne, lire en ligne).
- (ro) Observator cultural, « Marius Oprea a fost demis din fruntea IICCMER! » [« Marius Oprea a été démis de la direction de l'IICCMER ! »], Observator cultural, Bucarest, Editura SC Observator cultural SA, no 514,‎ 4 mars 2010 (lire en ligne, consulté le 26 octobre 2024).
- (ro) Adrei Vasile, « Miscarea de rezistenta antisovietica din Bucovina » [« le mouvement de résistance antisoviétique de Bucovine »], Foaie Națională, Bucarest,‎ 15 décembre 2010 (lire en ligne, consulté le 15 octobre 2024).
- (ro) Mihai Burcea et Marius Stan, IICCMER, « Alexandru Nicolschi, ilegalist comunist, spion sovietic, deținut și general de securitate » [« Alexandru Nicolschi, communiste illégitime, espion soviétique, détenu et général de Securitate »], Dossier spécial de l'Institut de Recherche sur les Crimes du Communisme et la Mémoire de l'Exil Roumain (IICCMER), Bucarest,‎ 25 mars 2011 (présentation en ligne, lire en ligne, consulté le 15 octobre 2024).
- Claudia-Florentina Dobre, « Les vingt ans du postcommunisme roumain : L’espace public et les mémoires du communisme », Sensus Historiae, Varsovie, vol. 5,‎ avril 2011, p. 25-45 (ISSN 2082-0860, présentation en ligne, lire en ligne, consulté le 26 octobre 2024).
- (en) Lavinia Stan, « Witch-hunt or moral rebirth? Romanian parliamentary debates on lustration » [« Chasses aux sorcières ou renaissance morale ? »], East European Politics and Societies, USA, SAGE Publications en association avec American Council of Learned Societies et the American Association for the Advancement of Slavic Studies, no 26 (2),‎ 2012, p. 274-295 (ISSN 1533-8371, présentation en ligne, lire en ligne, consulté le 27 octobre 2024).
- (ro) IICCMER, « Campaniile de arheologie contemporană ale IICCMER - Dezgropînd crimele comunismului » [« Campagne archéologique contemporaine de l'IICCMER - Déterrer les crimes du communisme »], Observator cultural, Bucarest, Editura SC Observator cultural SA, no 672,‎ 9 mai 2013 (lire en ligne, consulté le 27 octobre 2024).
- (ro) Andreea Pora, « Marius Oprea apara in instanta securistii. Istoricul a pledat ca martor in favorea fostului ofiter Nicolae Paraschiv » [« Marius Oprea défend en justice des sécuristes. L'historien a plaidé comme témoin en faveur de l'ancien officier Nicolae Paraschiv »], Revista 22, Bucarest, Grupul pentru Dialog Social,‎ 2013 (ISSN 1220-5761, lire en ligne, consulté le 27 octobre 2024).
- (ro) Mădălin Hodor (Direcția de Investigații, CNSAS), « Portret de torționar: Alexandru Vișinescu » [« Portait d'un tortionnaire »], Revista 22, Bucarest, Grupul pentru Dialog Social,‎ 10 décembre 2013 (ISSN 1220-5761, présentation en ligne, lire en ligne, consulté le 27 octobre 2024).

### Autres sources

#### Livres et chapitres
- (ro) Petre Baicu et Alexandru Salcă, Rezistența în munți și orașul Brașov (1944-1948) [« La résistance dans les montagnes et dans la ville de Brașov »], Brașov, Editura Transilvania Express, 1997 (ISBN 978-973-97758-8-5, présentation en ligne).
- (ro) Elena Postică, Rezistenta antisovietica în Basarabia : 1944-1950 [« La résistance antisoviétique en Bessarabie »], Chișinău, Intreprinderea Editorial-Poligrafica Stiinta, 1997 (ISBN 9975670458, =https://catalog.bcub.ro:443/liberty/OpacLogin?mode=BASIC&openDetail=true&corporation=RO_BCUB&action=search&queryTerm=uuid%3D%22e99e5047c1e7090b52715b07000fc9ba%22&editionUuid=e99e5047c1e7090b52715b07000fc9ba&operator=OR&url=%2Fopac%2Fsearch.do)
- (ro) Adrian Brișcă, Rezistența armată din Bucovina 1950-1952, Vol II [« La Résistance armée de Bucovine, Second volume : 1950-1952 »], vol. II, Bucarest, Institutul Național pentru Studiul Totalitarismului (INST), coll. « Colecția Documente », 2000 (ISBN 9730021325, présentation en ligne).
- (ro) Mihai Timaru, Destinul unui ofițer : amintiri [« Le destin d'un officier »], Bucarest, Fundația Academia Civică, 2000, 99 p. (ISBN 9739960596, présentation en ligne).
- (ro) Nicoară Timiș, Legendarul Găvrilă Mihali Ștrifundă din Borșa [« Le légendaire Găvrilă Mihali Ștrifundă de Borșa »], Cluj, Editura Societății Culturale Pro Maramureș Dragoș Vodă, 2000 (ISBN 9739921590, présentation en ligne).
- (ro) Doru Radosav, Almira țetea, Cornel Jurju, Valentin Orga, Florin Cioșan et Cosmin Budeancă, Universitatea Babeș-Bolyai - Institutul de Istorie Orală, Rezistența anticomunistă din Apuseni. Grupurile : "Teodor Şușman", "Capotă-Dejeu", "Cruce și Spadă" : studii de istorie orală [« La résistance anticommuniste des Apuseni. Les groupes "Teodor Şușman", "Capotă-Dejeu", "Cruce și Spadă" : études d'histoire »], Cluj, Editura Argonaut, coll. « Documente-Istorie-Marturii », 2003 (ISBN 9737710126, présentation en ligne).
- (ro) Denisa Bodeanu, Cosmin Budeancă et Cornel Jurju, Universitatea "Babeș-Bolyai." Institutul de istorie orală, Rezistența armată anticomunistă din România. Grupul „Teodor Șușman” (1948-1958). Mărturii [« La Résistance armée anticommuniste de Roumanie. le groupe « Teodor Șușman » (1948-1958). Témoignages »], Cluj, Editura Argonaut, 2004 (ISBN 9737710479, présentation en ligne).
- (ro) Adrian Brișcă, Rezistența armată din Banat vol. I, 1945-1949 [« La Résistance armée du Banat vol. 1, 1945-1949 »], vol. I, Bucarest, Institutul Național pentru Studiul Totalitarismului (INST), 2004 (ISBN 9738665426, présentation en ligne, lire en ligne).
- (ro) Camelia Ivan Duică, Rezistența anticomunistă din Maramureș. Gruparea Popșa (1948-1949) [« la Résistance armée du Maramureș. Le groupement Popșa (1948-1949) »], Bucarest, Institutul Național pentru Studiul Totalitarismului (INST), 2005 (ISBN 9737861035, présentation en ligne).
- (ro) Cosmin Budeancă et Denisa Bodeanu, Universitatea Babeș-Bolyai - Institutul de Istorie Orală, Rezistența anticomunistă din România. Grupul Capotă-Dejeu (1947-1957). Mărturii [« La résistance anticommuniste de Roumanie. Le groupe Capotă-Dejeu (1947-1957). Témoignages »], Cluj, Editura Argonaut, coll. « Documente-Istorie-Marturii », 2006 (ISBN 9737710843, présentation en ligne).
- (ro) Adrian Brișcă et Puica Buhoci, Rezistența armată din Munții Apuseni. Gruparea maiorului Nicolae Dabija 1948-1949 [« La Résistance armée des montagnes. Le groupe du major Nicolae Dabija 1948-1949 »], Bucarest, Editura Institutul Național pentru Studiul Totalitarismului, 2007 (ISBN 978-973-7861-31-3, présentation en ligne).
- (ro) Gheorghe Gorun, Rezistența anticomunistă în județul Gorj reflectată în mentalul colectiv : 1945-1981 [« La résistance anticommuniste dans le comté de Gorj reflétée dans la mentalité collective »], Craiova, Universitaria, 2008, 560 p. (ISBN 978-606-510-021-3, présentation en ligne).
- (ro) Ileana Mateescu et Marcel Mateescu, Rezistența anticomunistă din Mehedinți [« La résistance anticommuniste de Mehedinți »], Drobeta-Turnu Severin, Editura Ștef, 2008 (ISBN 978-606-597-900-0, présentation en ligne).
- (ro) Aristina Pop-Saileănu, „Să trăiască partizanii până vin americanii”. Povestiri din munți, din închisoare și din libertate. [« Que vivent les partisans jusqu'à l'arrivée des américains. Histoires des montagnes, du pénitencier et de la liberté. »], Bucarest, Fundația Academia Civică + Centru Internațional de Studii asupra Comunismului, coll. « Istorie orală » (no 10), 2008, 160 p. (ISBN 978-973-8214-40-8, présentation en ligne).
- (ro) Ion Gavrilă-Ogoranu, Fotea Petru, Ciur Anamaria et Ciur Maria, Rezistanța anticomunistă din munții făgărășului (Note și ștudii comparative pe marginea documentelor din arhivă C.N.S.A.S.) [« La résistance anticommuniste des Monts Fagaraș (Notes et étude comparative en marge des documents d'archive C.N.S.A.S.) »], vers 2008, 151 p. (lire en ligne).
- (ro) Cosmin Budeancă, Denisa Bodeanu et Valentin Orga, Universitatea Babeș-Bolyai - Institutul de Istorie Orală, Mișcarea de rezistență anticomunistă din România. Grupul „Cruce și Spadă”. Mărturii [« Le mouvement de résistance anticommuniste en Roumanie. Le groupe « Cruce și Spadă ». Témoignages »], Cluj, Editura Argonaut, coll. « Documente-Istorie-Marturii », 2009, 2e éd. (ISBN 978-973-109-220-1, présentation en ligne).
- (ro) Liviu Pleșa, Consiliul Național pentru Studierea Arhivelor Securității (C.N.S.A.S), Organizația de rezistență condusă de maiorul Nicolae Dabija (1948-1949) [« L'organisation résistante conduite par le major Nicolae Dabija (1948-1949) »], Bucarest, Editura CNSAS, 2009 (ISBN 978-973-88289-0-2, lire en ligne).
- (ro) Ioana Raluca Voicu-Arnăuțoiu, Luptătorii din munți. Toma Arnăuțoiu, grupul de la Nucșoara [« Les combattants des montagnes. Toma Arnăuțoiu - le groupe de Nucșoara »], Bucarest, Editura Vremea, 2009, 891 p. (ISBN 978-973-645-357-1, présentation en ligne).
- (ro) Ioana Raluca Voicu-Arnăuțoiu et Ioan Crăciun, 50 de ani de la procesul și execuția membrilor grupului de rezistența condus de Toma Arnăuțoiu [« A 50 ans du procès et de l'exécution des membres du groupe de résistance conduit par Toma Arnăuțoiu »], Bucarest, Editura Ars Docendi, 2009, 95 p. (ISBN 978-973-558-435-1, présentation en ligne).
- (ro) Constantin Ionașcu et Virginia Ion, Rezistența anticomunistă din Dobrogea [« La Résistance anticommuniste de Dobroudja »], Bucarest, Fundația Academia Civică în parteneriat cu Societatea de Cultură Macedo-Română, 2011, 3e éd. (ISBN 978-973-8214-64-4, présentation en ligne).
- (ro) AFDPR (Association des Anciens Détenus Politiques) de Sighetu Marmației, Eroii Rezistenței Anticomuniste : Septembrie 2012 [« Les héros de la résistance anticommuniste - septembre 2012 »], Baia Mare, Gazeta de Maramureș, coll. « Eroii Rezistenței Anticomuniste » (no 25), septembre 2012 (lire en ligne).
- (ro) Gabriel Moisa et Marius Kramer, Structuri anticomuniste din vestul României. Grupul Adrian Mihuț [« Les structures anticommunistes de l'ouest de la Roumanie »], Cluj, Editura Mega, 2012 (ISBN 978-606-543-292-5, présentation en ligne, lire en ligne).
- (ro) AFDPR (Association des Anciens Détenus Politiques) de Sighetu Marmației, Eroii Rezistenței Anticomuniste : Marție 2013 [« Les héros de la résistance anticommuniste - mars 2013 »], Baia Mare, Gazeta de Maramureș, coll. « Eroii Rezistenței Anticomuniste » (no 31), mars 2013 (lire en ligne).
- (ro) Gavril Vatamaniuc (préf. Liana Petrescu), Am fost un om liber. Convorbiri cu Liana Petrescu [« J'ai été un homme libre. Conversations avec Liana Petrescu »], Bucarest, Romulus Rusan / Fundația Academia Civică, coll. « Istorie orală / Recviem pentru țăranul roman », 2016 (ISBN 978-973-8214-92-7, présentation en ligne).
- (ro) Vasile Tiplea et Ioana Raluca Marza, Rezistenta anticomunista din Muntii Tiblesului, Cluj, Limes, 2021 (ISBN 978-606-7993-69-1, présentation en ligne)

##### Chapitres
- (ro) Monica Grigore, « Grupul Arnota – un episod al rezistenței anticomuniste românești din nordul Olteniei » [« Le groupe Arnota - Un épisode de la résistance anticommuniste roumaine du nord de l'Olténie »], dans Consiliul Național pentru Studierea Arhivelor Securității / Gheorghe Onișoru (coordinateur), Mișcarea armată de rezistență anticomunistă din România, 1944-1962 [« Le mouvement de résistance armée anticommuniste en Roumanie, 1944-1962 »], Bucarest, Editura Kullusys, coll. « Studii 2 », 2003 (ISBN 978-973-86421-1-9, présentation en ligne), p. 102-103.
- (ro) Viorel Rus, « Trei martiri ai rezistenței anticomuniste din județul Bistrița-Năsăud Leonida Bodiu, Toader Dumitru și Ioan Burdeți » [« Trois martyrs de la résistance anticommuniste du comté de Bistrița-Năsăud : Leonida Bodiu, Dumitru Toader et Ioan Burdeți »], dans Rezistența anticomunistă în județul Bistrița-Năsăud (1945-1989) [« La résistance anticommuniste dans le comté de Bistrița-Năsăud (1945-1989) »], Bistrița, Editura Ioan Cutova, 2005 (ISBN 978-973-87670-0-3, présentation en ligne, lire en ligne), p. 79-91.

#### Articles
- (ro) Adrian Brișcă, « Rezistenta anticomunista din Bucovina. Lupta de la Bâtca Corbului, 18 ianuarie 1955. Încercare de reconstituire », Arhivele Totalitarismului, Bucarest, Institutul Național pentru Studiul Totalitarismului (INST), no 1,‎ 1993, p. 89-98 (ISSN 1221-6917, présentation en ligne).
- (ro) Adrian Brișcă (dir.), « Ion Vatamaniuc (1903-1992) », Arhivele Totalitarismului, Bucarest, Institutul Național pentru Studiul Totalitarismului (INST), no 1,‎ 1993, p. 188-189 (ISSN 1221-6917, présentation en ligne).
- (ro) Adrian Brișcă, « Constantin Cenusa (1911-1964) », Arhivele Totalitarismului, Bucarest, Institutul Național pentru Studiul Totalitarismului (INST), nos 1-2,‎ 1994, p. 324-327 (ISSN 1221-6917, présentation en ligne).
- (ro) Adrian Brișcă, « Vladimir Macoveiciuc (1905-1946) », Arhivele Totalitarismului, Bucarest, Institutul Național pentru Studiul Totalitarismului (INST), no 3,‎ 1994, p. 240-242 (ISSN 1221-6917, présentation en ligne).
- (ro) Adrian Brișcă, « O zi din viața unui partizan. III / Documente privind viata cotidiana a partizanilor anticomunisti din Bucovina, 1944-1958 », Arhivele Totalitarismului, Bucarest, Institutul Național pentru Studiul Totalitarismului (INST), no 4,‎ 1994, p. 93-116 (ISSN 1221-6917, présentation en ligne).
- (ro) Adrian Brișcă, « Vasile Motrescu (1920-1958) », Arhivele Totalitarismului, Bucarest, Institutul Național pentru Studiul Totalitarismului (INST), no 4,‎ 1994, p. 217-220 (ISSN 1221-6917, présentation en ligne).
- (ro) Radu Ciuceanu, « Miscarea Nationala de Rezistenta. Sumanele negre. Dosarul operativ », Arhivele Totalitarismului, Bucarest, Institutul Național pentru Studiul Totalitarismului (INST), nos 1-2,‎ 1994, p. 241-257 (ISSN 1221-6917, présentation en ligne).
- (ro) Radu Ciuceanu, « Sumanele Negre. Dosarul operativ, 1946, II », Arhivele Totalitarismului, Bucarest, Institutul Național pentru Studiul Totalitarismului (INST), no 4,‎ 1994, p. 117-131 (ISSN 1221-6917, présentation en ligne).
- (ro) Ștefan Bellu, « Rezistența în munții Maramureșului » [« La Résistance dans les monts du Maramureș »], Analele Sighet, Bucarest, Editura Fundația Academia Civică « Instaurarea comunismului - între rezistență și represiune », no 2,‎ 1995, p. 224-228 (ISBN 9730001901, présentation en ligne, lire en ligne, consulté le 22 octobre 2024).
- (ro) Steliana Breazu, « Grupul de rezistență anticomunistă al lui Cantemir Gligor din munții Zarandului și Codrului, pe valea Crișului Alb » [« Le groupe de résistance anticommuniste de Cantemir Gligor dans les montagnes Zarandului et Codrului, par la vallée du Crișul Alb »], Analele Sighet, Bucarest, Editura Fundația Academia Civică « Instaurarea comunismului - între rezistență și represiune », no 2,‎ 1995, p. 233-235 (ISBN 9730001901, présentation en ligne, lire en ligne, consulté le 22 octobre 2024).
- (ro) Adrian Brișcă, « O zi din viața unui partizan. VI / Documente privind viata cotidiana a partizanilor anticomunisti din Bucovina, 1944-1958 », Arhivele Totalitarismului, Bucarest, Institutul Național pentru Studiul Totalitarismului (INST), no 3,‎ 1995, p. 83-104 (ISSN 1221-6917, présentation en ligne).
- (ro) Adrian Brișcă, « Ion Chiraș (1903-1955) », Arhivele Totalitarismului, Bucarest, Institutul Național pentru Studiul Totalitarismului (INST), no 3,‎ 1995, p. 215-217 (ISSN 1221-6917, présentation en ligne).
- (ro) Radu Ciuceanu, « Sumanele Negre. Dosarul operativ, 1946-1947, III », Arhivele Totalitarismului, Bucarest, Institutul Național pentru Studiul Totalitarismului (INST), no 2,‎ 1995, p. 96-110 (ISSN 1221-6917, présentation en ligne).
- (ro) Radu Ciuceanu, « Sumanele Negre. Dosarul Operativ, 1945, IV », Arhivele Totalitarismului, Bucarest, Institutul Național pentru Studiul Totalitarismului (INST), no 3,‎ 1995, p. 105-119 (ISSN 1221-6917, présentation en ligne).
- (ro) Radu Ciuceanu, « Sumanele negre. Dosarul operativ, 1945, V », Arhivele Totalitarismului, Bucarest, Institutul Național pentru Studiul Totalitarismului (INST), no 4,‎ 1995, p. 66-78 (ISSN 1221-6917, présentation en ligne).
- (ro) Memoria, « Grupul de rezistență maior Nicolae Dabija » [« Le groupe de résistance major Nicolae Dabija »], Memoria, Revista gândirii arestate, Cluj, Editura Argonaut, no 13,‎ 1995, p. 59-67 (présentation en ligne, lire en ligne, consulté le 22 octobre 2024).
- (ro) Zoe Rădulescu, « Rezistența anticomunistă din munții Babadag » [« La Résistance anticommuniste des monts Babadag »], Analele Sighet, Bucarest, Editura Fundația Academia Civică « Instaurarea comunismului - între rezistență și represiune », no 2,‎ 1995, p. 219-223 (ISBN 9730001901, présentation en ligne, lire en ligne, consulté le 12 octobre 2024).
- (ro) Mihai Timaru, « Lupta de rezistență anticomunistă în munții Vrancei » [« La lutte de la Résistance anticommuniste dans les montagnes de Vrancea »], Analele Sighet, Bucarest, Editura Fundația Academia Civică « Instaurarea comunismului - între rezistență și represiune », no 2,‎ 1995, p. 228-233 (ISBN 9730001901, présentation en ligne, lire en ligne, consulté le 22 octobre 2024).
- (ro) Radu Ciuceanu, « Sumanele Negre. Dosarul operativ, 1945-1946, VI », Arhivele Totalitarismului, Bucarest, Institutul Național pentru Studiul Totalitarismului (INST), no 10,‎ 1996, p. 62-75 (ISSN 1221-6917, présentation en ligne).
- (ro) Radu Ciuceanu, « Sumanele Negre. Dosarul operativ, 1946, VII », Arhivele Totalitarismului, Bucarest, Institutul Național pentru Studiul Totalitarismului (INST), nos 11-12,‎ 1996, p. 103-114 (ISSN 1221-6917, présentation en ligne).
- (ro) Adrian Brișcă, « Gheorghe Chiraș (1911-1955) », Arhivele Totalitarismului, Bucarest, Institutul Național pentru Studiul Totalitarismului (INST), nos 15-16,‎ 1997, p. 197-199 (ISSN 1221-6917, présentation en ligne).
- (ro) Adrian Brișcă, « Mihali-Ștrifundă Gavrilă (1901-1961) », Arhivele Totalitarismului, Bucarest, Institutul Național pentru Studiul Totalitarismului (INST), no 17,‎ 1997, p. 223-225 (ISSN 1221-6917, présentation en ligne).
- (ro) Viorel Bodiu, « Fratele meu, ostaş în divizia “Tudor Vladimirescu”, împuşcat ca anticomunist pe Dealu Crucii », Memoria, Revista gândirii arestate, Bucarest, Fundația Culturală "Memoria", no 22,‎ décembre 1997, p. 121-127 (présentation en ligne, lire en ligne, consulté le 14 octobre 2024).
- (ro) Radu Ciuceanu, « Sumanele Negre. Dosarul operativ, 1945-1946, VIII », Arhivele Totalitarismului, Bucarest, Institutul Național pentru Studiul Totalitarismului (INST), nos 15-16,‎ 1997, p. 111-122 (ISSN 1221-6917, présentation en ligne).
- (ro) Elena Postică, « Grupuri de rezistenta pe teritoriul Basarabiei, I, Uniunea Democratica a Libertatii » [« Les groupes de résistance sur le terrtoire de Besssarabie, I, Union Démocratique de la Liberté »], Arhivele Totalitarismului, Bucarest, Institutul Național pentru Studiul Totalitarismului (INST), nos 15-16,‎ 1997, p. 66-77 (ISSN 1221-6917, lire en ligne).
- (ro) Mihai Timaru, « Am fost ofițer al armatei regale române și nu puteam să absentez de la lupta armată anticomunistă din munții Vrancei » [« J'ai été officier de l'armée royale roumaine et je ne pouvais être absent de la lutte anticommuniste des monts Vrancea »], Memoria, Revista gândirii arestate, Bucarest, Fundația Culturală "Memoria", no 20,‎ juin 1997, p. 113-123 (lire en ligne, consulté le 14 octobre 2024).
- (ro) Adrian Brișcă, « Victor Lupșa (1921-1956) », Arhivele Totalitarismului, Bucarest, Institutul Național pentru Studiul Totalitarismului (INST), nos 19-20,‎ février-mars 1998, p. 223-225 (ISSN 1221-6917, présentation en ligne).
- (ro) Claudia Căpățănă et Răzvan Ciolcă, « Dumitru Apostol (1905-1950) », Arhivele Totalitarismului, Bucarest, Institutul Național pentru Studiul Totalitarismului (INST), no 21,‎ avril 1998, p. 229-230 (ISSN 1221-6917, présentation en ligne).
- (ro) Claudia Căpățănă et Răzvan Ciolcă, « Fișe pentru o istorie a rezistenței anticomuniste, Grupul „Haiducii Muscelului” » [« Dossiers pour une histoire de la résistance anticommuniste, le groupe « Haiducii Muscelului » »], Magazin Istoric, Bucarest, Fundația Culturală Magazin Istoric, vol. XXXII, no 6,‎ 1998, p. 40-44 (présentation en ligne).
- (ro) Elena Postică, « Strategia represiunii în Basarabia si forme de rezistenta împotriva ocupatiei sovietice : 1944-1950 » [« La stratégie de la répression en Bessarabie et les formes de résistance contre l'occupation soviétique »], Arhivele Totalitarismului, Bucarest, Institutul Național pentru Studiul Totalitarismului (INST), nos 19-20,‎ 1998, p. 35-45 (ISSN 1221-6917, lire en ligne).
- (ro) Emil Sebeșan et Ileana Silveanu, « Rezistența din Banat 1949 vol I » [« La Résistance du Banat 1949 Vol I »], Arhivele Totalitarismului, Bucarest, Institutul Național pentru Studiul Totalitarismului (INST), no 18,‎ janvier 1998, p. 116-138 (ISSN 1221-6917, présentation en ligne).
- (ro) Mihai Timaru, « Amintiri despre grupul Paragină » [« Mémoires du groupe Paragină »], Analele Sighet, Bucarest, Fundația Academia Civică « Anul 1948 - instituționalizarea comunismului », no 6,‎ 1998, p. 261 (ISBN 9739843743, présentation en ligne).
- (ro) Matei Tudor, « Rezistența anticomunistă din Mehedinți » [« La Résistance anticommuniste de Mehedinți »], Analele Sighet, Bucarest, Fundația Academia Civică « Anul 1948 - instituționalizarea comunismului », no 6,‎ 1998, p. 250-255 (ISBN 9739843743, présentation en ligne).
- (ro) Adrian Brișcă, « Ion Uță (1891-1949) », Arhivele Totalitarismului, Bucarest, Institutul Național pentru Studiul Totalitarismului (INST), nos 22-23,‎ 1999, p. 248-250 (ISSN 1221-6917, présentation en ligne).
- (ro) Lucreția Jurj-Costescu, « Patru ani de rezistență cu arma în mână în Munții Apuseni » [« Quatre années de Résistance les armes à la main dans les monts Apuseni »], Memoria, Revista gândirii arestate, no 26,‎ 1999 (présentation en ligne, lire en ligne, consulté le 22 octobre 2024).
- (ro) Adrian Brișcă, « Nicolae Dabija (1907-1949) », Arhivele Totalitarismului, Bucarest, Institutul Național pentru Studiul Totalitarismului (INST), nos 26-27,‎ 2000, p. 248-251 (ISSN 1221-6917, présentation en ligne).
- (ro) Elena Postică, « Martiri ai rezistentei antitotalitare în Basarabia : 1949-1951 [traduction titre=Martyrs de la résistance antitotalitaire en Bessarabie : 1949-1951 », Arhivele Totalitarismului, Bucarest, Institutul Național pentru Studiul Totalitarismului (INST), nos 28-29,‎ 2000, p. 76-82 (ISSN 1221-6917, lire en ligne).
- (ro) Silvia Angelescu, « Padurea Babadag - câti copaci, atâtia fugari!? » [« La forêt de Babadag - tant d'arbres, tant de fugitifs ? »], Magazin Istoric, Bucarest, Magazin Istoric, nos 2/2001,‎ 2001, p. 11-15 (présentation en ligne, lire en ligne, consulté le 5 octobre 2024).
- (ro) Silvia Angelescu, « "Născută din nevoile ţăranilor". Rezistenţa anticomunistă din Dobrogea 1945-1952 » [« "Né des besoins des paysans". La résistance anticommuniste en Dobrogea 1945-1952 »], Anuarul Institutului de Istorie Orală, Cluj, Argonaut, nos 2/2001,‎ 2001, p. 293-310 (présentation en ligne).
- (ro) George Enache et Adrian Nicolae Petcu, Consiliul Național pentru Studierea Arhivelor Securității (C.N.S.A.S), « Biserica Ortodoxă Română și Securitatea. Note de lectură » [« L'Eglise orthodoxe roumaine et la Securitate. Notes de lecture »], Totalitarism și rezistență, teroare și represiune în România comunistă, Bucarest, Editura CNSAS, no 1,‎ 2001, p. 108-136 (ISBN 9730025339, présentation en ligne, lire en ligne, consulté le 14 octobre 2024).
- (ro) Laura Stancu et Liviu Burlacu, Consiliul Național pentru Studierea Arhivelor Securității (C.N.S.A.S), « Organizația de rezistență 'Paragină' în atenția Securității » [« L'organisation de résistance 'Paragină' surveillée par la Securitate »], Totalitarism și rezistență, teroare și represiune în România comunistă, Bucarest, Editura CNSAS, no 1,‎ 2001, p. 146-153 (ISBN 9730025339, présentation en ligne, lire en ligne).
- (en) Adrian Brișcă, « The Anticommunist Armed Resistance in Romania 1944-1962 » [« La Résistance armée anticommuniste en Roumanie 1944-1962 »], Arhivele Totalitarismului, Bucarest, Institutul Național pentru Studiul Totalitarismului (INST), nos 34-35,‎ janvier-février 2002, p. 75-101 (ISSN 1221-6917, présentation en ligne).
- (ro) Marius Cristea, Universitatea Babeș-Bolyai - Institutul de Istorie Orală, « Rezistența anticomunistă în zona Aiud. “Grupul Spaniol” » [« La Résistance Anticommuniste dans la région d'Aiud. Le « groupe Spaniol » »], Anuarul Institutului de Istorie Orală, Cluj, Presa universitară clujeană / Editura Argonaut, vol. III,‎ 2002, p. 28-30 (ISSN 1454-4865, présentation en ligne).
- (ro) Theodor Bărbulescu et Liviu Țăranu, « Rezistența anticomunistă? Cazul colonelului I. Uță » [« La Résistance anticommuniste ? Le cas du colonel I. Uță »], Memoria, Revista gândirii arestate, Bucarest, Fundația Culturală "Memoria", nos 44/45,‎ 2003 (présentation en ligne, lire en ligne, consulté le 22 octobre 2024).
- (ro) Dorin Dobrincu, « Macedo-românii și rezistența armată anticomunistă din Dobrogea (1948-1952) » [« Les macédo-roumains et la résistance armée anticommuniste de Dobrogea (1948-1952) »], Interferențe româno-elene (secolele XV-XX), Iași, Leonidas Rados / Fundația Academică “A.D. Xenopol”,‎ 2003, p. 233-275 (présentation en ligne).
- (ro) Dorin Dobrincu, « Sfidarea Securității în Bucovina. Grupul de rezistență armată anticomunistă Gavril Vatamaniuc (1949-1958) » [« Défier la Securitate en Bucovine. Le groupe de résistance armée anticommuniste Gavril Vatamaniuc »], Revista de Istorie Socială, Iași, Facultatea de Istorie, Universitatea „Alexandru Ioan Cuza” din Iași, vol. VIII-IX,‎ 2003-2004, p. 363-412 (ISSN 1453-5378, présentation en ligne).
- (ro) Camelia Ivan Duică, « Din istoria rezistenței anticomuniste din Banat. Organizația dr. Liviu Vuc (1948-1952) » [« De la Résistance anticommuniste du Banat. L'organisation du Dr Liviu Vuc (1948-1952) »], Analele Universității "Dunărea de Jos", Galați, Departamentul de Istorie, Facultatea de Istorie, Filosofie si Teologie, istorie no II,‎ 2003, p. 121-133 (ISSN 2344-472X, présentation en ligne, lire en ligne, consulté le 22 octobre 2024).
- (ro) Mircea Rusnac, « Mișcarea de rezistență anticomunistă din Banat (1945-1953) » [« Le mouvement de résistance anticommuniste du Banat (1945-1953). Les groupes principaux. »], Banatica, Reșita, Muzeul Banatului Montan, nos 16-2,‎ 2003, p. 303-328 (présentation en ligne, lire en ligne, consulté le 22 octobre 2024).
- (ro) Octavian Coman, « Trebuie să ai curaj, trebuie să spui nu » [« Tu dois avoir du courage, tu dois dire non »], Memoria, Revista gândirii arestate, London, Franck Cass, no 49,‎ 2004 (4) (présentation en ligne, lire en ligne, consulté le 24 octobre 2024).
- (ro) Ion Constantinescu Mărăcineanu, « Un erou de legendă: Colonelul (r) Gh. Arsenescu » [« Un héros de légende : le colonel (r) Gh. Arsenescu »], Memoria, Revista gândirii arestate, no 49,‎ 2004 (présentation en ligne, lire en ligne, consulté le 24 octobre 2024).
- (ro) Dorin Dobrincu, « „Rămășitele grupului Ion Uță”: Formațiunile din Banat conduse de frații Duicu, Dumitru Mutașcu și Dumitru Ișfănuț (1949-1954) » [« Les survivants du groupe Ion Uță : les formations de la Résistance du Banat dirigées par les frères Duicu, Dumitru Mutașcu et Dumitru Ișfănuț (1949-1954) »], Annales Universitatis Apulensis, Alba Iulia, Universitatea "1 Decembrie 1918", series Historica no 9/I,‎ 2005, p. 193-215 (ISSN 1453-9306, présentation en ligne, lire en ligne, consulté le 15 octobre 2024).
- (ro) Dorin Dobrincu, « Nesupunere în Bucovina. Grupurile de rezistență armată anticomunistă Cenușă–Motrescu (1948-1951), Pătrăucean-Gherman și Cenușă-Pătrăucean 1948-1951 » [« Insoumission en Bucovine. Les groupes de résistance armée anticommuniste Cenușă–Motrescu, Pătrăucean-Gherman et Cenușă-Pătrăucean 1948-1951 »], Anuarul Institutului de Istorie A.D. Xenopol, Iași, vol. XLII, no II,‎ 2005, p. 451-481 (ISSN 1221-3705, présentation en ligne).
- (ro) Dorin Dobrincu, « Rezistența armată anticomunistă din Bucovina: 'Gărzile Decebal' și grupul Grigore Sandu (1949) » [« La résistance armée anticommuniste de Bucovine : 'Gărzile Decebal' et le groupe Grigore Sandu (1949) »], Memoria, Revista gândirii arestate, Bucarest, Fundația Culturală "Memoria", nos 51/52,‎ 2005, p. 33-48 (présentation en ligne, lire en ligne, consulté le 15 octobre 2024).
- (ro) Dorin Dobrincu, « Formațiuni din rezistanța armată anticomunistă în sudul Moldovei (1945-1958) » [« Formations de la résistance armée anticommuniste dans le sud de la Moldavie (1945-1958) »], Anuarul Institutului de Istorie Orală, Cluj, Presa universitară clujeană / Editura Argonaut, vol. VI,‎ 2005, p. 163-192 (ISSN 1454-4865, présentation en ligne).
- (ro) Dorin Dobrincu, « Organizația Națională Creștină de Luptă Împotriva Comunismului Partizanii României Mare și planul de răsculare a Banatului (1948-1949) » [« L'organisation Nationale Chrétienne de Lutte Contre le Communisme Partisans de la Grande Roumanie et le plan de rébellion du Banat (1948-1949) »], Analele științifice ale Universității Alexandru Ioan Cuza din Iași, Iași, Universitatea „Alexandru Ioan Cuza” din Iași, Facultatea de Istorie, seria Istorie no LI,‎ 2005, p. 295-316 (ISSN 1221-843X, présentation en ligne).
- (ro) Oana Ionel, « Alexandru Dejeu și Securitatea » [« Alexandru Dejeu et la Securitate »], Experimentul Pitești ? Reeducarea prin tortură. Opresiunea țărănimii române în timpul dictaturii comuniste, Pitești, Fundația Culturală "Memoria", filiala Argeș,‎ 2005, p. 419-428. (ISBN 9738696542, présentation en ligne, lire en ligne, consulté le 24 octobre 2024).
- (ro) Cornea Corneliu, « Rezistenta anticomunistă în Arad » [« La Résistance anticommuniste à Arad »], Memoria, Revista gândirii arestate, Bucarest, Fundația Culturală "Memoria", nos 55/56,‎ 2006 (présentation en ligne, lire en ligne, consulté le 15 octobre 2024).
- (ro) Dorin Dobrincu, « Grupul bãnãþean de rezistențã Liviu Vuc - Ioan Beg (1948-1958) » [« Le groupe du Banat Liviu Vuc - Ioan Beg (1948-1958) »], Memoria, Revista gândirii arestate, Bucarest, Fundația Culturală "Memoria", no 54/I,‎ 2006, p. 52-61 (présentation en ligne, lire en ligne, consulté le 13 janvier 2025).
- (ro) Dorin Dobrincu, « Grupuri 'minore' din rezistență anticomunistă bucovineană (1948-1961) » [« Les groupes 'mineurs' de la Résistance anticommuniste de Bucovine 1948-1961 »], Codrul Cosminului, Suceava, Editura Universității din Suceava, no 12,‎ 2006, p. 179-194 (ISSN 2067-5860, présentation en ligne, lire en ligne, consulté le 22 octobre 2024).
- (ro) Dorin Dobrincu, « Formaţiunile „minore“ de rezistenţă anticomunistă din Banat (1947/1948 – începutul anilor ’60) » [« Les formations mineures de la résistance anticommuniste du banat (1947/1948 - début des années 60 »], Anuarul Institutului de Istorie A. D. Xenopol, Editura Academiei Române, no XLIII-XLIV,‎ 2006, p. 558 (présentation en ligne, lire en ligne, consulté le 6 janvier 2025).
- (ro) Dorin Dobrincu, « Formațiuni „minore” de rezistența anticomunistă și fugari solitari din nordul Transilvaniei (1949-1958) » [« Les formations mineures de la résistance anticommuniste et les fuyards solitaires du nord de la Transylvanie »], Annales Universitatis Apulensis (Universitatea „1 Decembrie 1918” din Alba Iulia), historica no 10/I,‎ 2006, p. 133-146 (p. 133) (ISSN 1453-9306, présentation en ligne, lire en ligne, consulté le 22 octobre 2024).
- (ro) Dorin Dobrincu, « Rezistența armată anticomunistă în sud-estul Munților Apuseni (I) » [« La Résistance armée anticommuniste du sud-est des monts Apuseni (I) »], Revista 22, Bucarest, Grupul pentru Dialog Social,‎ 22 décembre 2006 (ISSN 1220-5761, lire en ligne, consulté le 22 octobre 2024).
- (ro) Dorin Dobrincu, « Rezistența armată anticomunistă în sud-estul Munților Apuseni (II) » [« La Résistance armée anticommuniste du sud-est des monts Apuseni (II) »], Revista 22, Bucarest, Grupul pentru Dialog Social,‎ 3 janvier 2007 (ISSN 1220-5761, lire en ligne, consulté le 22 octobre 2024).
- (ro) Oana Ionel et Cosmin Budeancă, Florentin Olteanu, Julia Pop (éditeurs) (Travaux présentés au Symposium Internațional Făgăraș-Sâmbăta de Sus, les 24-26 mars 2006), « Anihilarea organizației 'Garda Albă' de către Securitate (1949) » [« La destruction de l'organisation "Garda Albă" par la Securitate (1949) »], Rezistența anticomunistă. Cercetare științifică și valorificarea muzeală, Cluj, Editura Argonaut, vol. I,‎ 2006, p. 142-158 (ISBN 978-973-109-016-0, présentation en ligne, lire en ligne, consulté le 15 octobre 2024).
- (ro) Liviu Pleșa et Cosmin Budeancă, Florentin Olteanu, Iulia Pop (éditeurs) (Travaux présentés au Symposium Internațional Făgăraș-Sâmbăta de Sus, les 24-26 mars 2006), « Implicarea militarilor în mișcarea de rezistență armată - Cazul maiorului Nicolae Dabija (1948-1949) » [« L'implication des militaires dans les mouvements de résistance armée - Le cas du major Nicolae Dabija (1948-1949) »], Rezistența anticomunistă – cercetare științifică și valorificare muzeală, Cluj, Editura Argonaut, vol. I,‎ 2006, p. 105-124 (ISBN 978-973-109-016-0, présentation en ligne, lire en ligne, consulté le 15 octobre 2024).
- (ro) Doru Radosav, « Rezistenta anticomunistă armată din România între istorie și memorie » [« La Résistance anticommuniste de Roumanie entre histoire et mémoire »], Comunism și represiune în România. Istoria tematică a unui fratricid național, Iași, Editura Polirom, vol. VIII,‎ 2006, p. 87-107 (ISBN 9734603124, présentation en ligne, lire en ligne, consulté le 24 octobre 2024).
- (en) Dorin Dobrincu, « The Anti-Communist Armed Resistance on the Southern Slope of the Făgăraș Mountains and the Iezer Mountains. The Groups Led by Colonel Gheorghe Arsenescu and Lieutenant Toma Arnăuțoiu (1948-1960) I » [« La Résistance armée anticommuniste sur le versant sud des monts Făgăraș et des montagnes Iezer. Les groupes dirigés par le colonel Gheorghe Arsenescu et le lieutenant Toma Arnăuțoiu ; 1948-1960) I »], Revista Archivelor, Bucarest, Arhivele Nationale ale României, nos 3-4,‎ 2007 (lxxxiv), p. 249-272 (ISSN 1453-1755, présentation en ligne, lire en ligne, consulté le 15 octobre 2024).
- (ro) Serenela Ghițeanu (source de l'article: Jurnale din rezistenta anticomunista, Vasile Motrescu, Mircea Dobre, Editura Nemira, 2006), « Cum e posibil sa fii erou? » [« Comment est-il possible d'être un héros ? »], Revista 22, Bucarest, Grupul pentru Dialog Social,‎ 8 juin 2007 (ISSN 1220-5761, présentation en ligne, lire en ligne, consulté le 22 octobre 2024).
- (en) Dorin Dobrincu, « The Anti-Communist Armed Resistance on the Southern Slope of the Făgăraș Mountains and the Iezer Mountains. The Groups Led by Colonel Gheorghe Arsenescu and Lieutenant Toma Arnăuțoiu (1948-1960) II » [« La Résistance armée anticommuniste sur le versant sud des monts Făgăraș et des montagnes Iezer. Les groupes dirigés par le colonel Gheorghe Arsenescu et le lieutenant Toma Arnăuțoiu ; 1948-1960) »], Revista Archivelor, Bucarest, Arhivele Nationale ale României, nos 3-4,‎ 2008 (lxxiii), p. 283-311 (ISSN 1453-1755, présentation en ligne, lire en ligne, consulté le 15 octobre 2024).
- (en) Dorin Dobrincu, « The Anti-Communist Armed Resistance on the Southern Slope of the Făgăraș Mountains and the Iezer Mountains. The Groups Led by Colonel Gheorghe Arsenescu and Lieutenant Toma Arnăuțoiu (1948-1960) III » [« La Résistance armée anticommuniste sur le versant sud des monts Făgăraș et des montagnes Iezer. Les groupes dirigés par le colonel Gheorghe Arsenescu et le lieutenant Toma Arnăuțoiu ; 1948-1960) III »], Revista Archivelor, Bucarest, Arhivele Nationale ale României, no 2,‎ 2008 (lxxiv), p. 160-186 (ISSN 1453-1755, présentation en ligne, lire en ligne, consulté le 15 octobre 2024).
- (ro) Viorel Rus, « Originile Năsăudene ale Organizației Anticomuniste "Haiducii lui Avram Iancu - Divizia Sumanele Negre" » [« Haiducii lui Avram Iancu – Divizia Sumanele Negre', une organisation anticommuniste originaire de Năsăudale »], Arhiva Someșană, Năsăud, no VII,‎ 2008, p. 205-214 (ISSN 1583-3542, présentation en ligne, lire en ligne [archive du 23 décembre 2021], consulté le 25 octobre 2024).
- (ro) Dorin Dobrincu, « Rezistența armată anticomunistă și rezistența greco-catolică în centrul Transilvaniei. Organizația « Partizanii Regelui Mihai - Armata Secretă » (1948-1950) » [« La Résistance armée anticommuniste et la Résistance gréco-catholique dans le centre de la Transylvanie. L'organisation 'les partisans du Roi Michel - Armée Secrète' (1948-1950) »], Revista Arhivelor, Bucarest, Arhivele Nationale ale României, istorie no 1,‎ 2009 (lxxxvi), p. 204-218 (ISSN 1453-1755, présentation en ligne, lire en ligne, consulté le 15 octobre 2024).
- (ro) IICCMER, « Acțiunea de exhumare a partizanului anticomunist Vitan Petru împușcat de securitate la 21 noiembrie 1952. » [« Exhumation du partisan Vitan Petru, abattu par la Securitate le 21 novembre 1952 »], Archive des évènements de l'Institut de Recherche sur les Crimes du Communisme et la Mémoire de l'Exil Roumain (IICCMER), Bucarest,‎ 30 avril 2009 (lire en ligne, consulté le 25 octobre 2024).
- (ro) IICCMER, « O nouă acțiune de exhumare organizată de IICCR. Cazul Nicolae (Mișu) Selagea, împușcat de Securitate la 2 septembrie 1950. » [« Une nouvelle exhumation organisée par l'IICCMER. Le cas de Nicolae (Mișu) Selagea, tué par la Securitate le 2 septembre 1950 »], Archive des évènements de l'Institut de Recherche sur les Crimes du Communisme et la Mémoire de l'Exil Roumain (IICCMER), Bucarest,‎ 30 août 2009 (lire en ligne, consulté le 25 octobre 2024).
- (ro) IICCMER, « Acțiune de exhumare organizată de IICCR în septembrie 2009. Cazul Nicolae (Mișu) Selagea, împușcat de Securitate la 2 septembrie 1950 » [« Exhumation organisée par l'IICCR en septembre 2009. Le cas de Nicolae (Mișu) Selagea abattu par la Securitate le 2 septembre 1950 »], Archive des évènements de l'Institut de Recherche sur les Crimes du Communisme et la Mémoire de l'Exil Roumain (IICCMER), Bucarest,‎ 2 septembre 2009 (lire en ligne, consulté le 25 octobre 2024).
- (ro) Nicolae Ioniță, Consiliul Național pentru Studierea Arhivelor Securității (C.N.S.A.S), « Fișe biografice ale șefilor de direcții centrale din Securitate, în anii ’60. » [« Fiches biographiques des chefs de direction centrale de la Securitate, dans les années 60 »], Caietele CNSAS, Bucarest, Editura CNSAS, no 1(3),‎ 2009, p. 105-106 (ISSN 1844-6590, lire en ligne, consulté le 25 octobre 2024).
- (ro) Memoria, « Documente - Din arhiva Securității » [« Au sujet des archives de la Securitate »], Memoria, Revista gândirii arestate, Bucarest, Fundația Culturală "Memoria", nos 68/69,‎ 2009 (3/4), p. 231 (présentation en ligne, lire en ligne, consulté le 25 octobre 2024).
- (ro) Memoria, « Unde sunt cei care nu mai sunt - "Catalogul" celor uciși în temnițele comuniste » [« Où sont ceux qui ne sont plus - 'Catalogue' de ceux qui furent tués dans les geôles communistes »], Memoria, Revista gândirii arestate, Bucarest, Fundația Culturală "Memoria", nos 68/69,‎ 2009 (3/4), p. 241 (lettre D) (présentation en ligne, lire en ligne, consulté le 26 octobre 2024).
- (ro) Rédaction, « Represiunile comuniste în Moldova sovietică » [« Les répressions communistes en Moldavie soviétique »], Memoria, revista gândirii arestate, Bucarest, Fundatia Culturala MEMORIA, nos 66-67/ (1-2),‎ 2009, p. 66-75 (présentation en ligne, lire en ligne, consulté le 27 octobre 2024).
- (ro) Puica Buhoci, « Istorie și frauda (I). Caz Penal: cum au dispărut documente incriminatorii din Arhivele C.N.S.A.S. Un furt “garantat” de Academia Cațavencu. Documente » [« Histoire et fraude (I). Affaire criminelle : comment ont disparu des documents incriminants des archives du C.N.S.A.S. Un vol 'garanti' par l'Académie Cațavencu. Documents »], Arhivele Totalitarismului, Bucarest, Institutul Național pentru Studiul Totalitarismului (INST), nos 68-69,‎ 2010 (xviii) (ISSN 1221-6917, lire en ligne, consulté le 26 octobre 2024).
- (ro) Dorin Dobrincu, « Rezistența armată anticomunistă din Vrancea. Organizația „Vlad Țepeș II” (1949-1950) » [« La Résistance armée anticommuniste de Vrancea. L'organisation 'Vlad Țepeș II' (1949-1950) »], Colloquium politicum, Timișoara, Universitatea de Vest din Timișoara, no 1,‎ janvier-juin 2010, p. 103-145 (ISSN 2065-8664, lire en ligne [archive du 10 mars 2014]).
- (ro) Marius Oprea, « Raiul lui Șușman » [« Le ciel de Șușman »], Observator cultural, Bucarest, Editura SC Observator cultural SA, no 532,‎ juillet 2010 (lire en ligne, consulté le 26 octobre 2024).
- (ro) Puica Buhoci, « Istorie și frauda (II). Cum a dispărut o delațiune din Arhiva C.N.S.A.S pentru a se deschide apoi un proces de calomnie » [« Histoire et fraude (I). Comment a disparu une dénonciation des archives C.N.S.A.S afin d'intenter un procès en diffamation »], Arhivele Totalitarismului, Bucarest, Institutul Național pentru Studiul Totalitarismului (INST), nos 70-71,‎ 2011 (xix) (ISSN 1221-6917, lire en ligne, consulté le 26 octobre 2024).
- (ro) Lucia Hossu-Longin, « Măturile de la Tescani » [« Les balais de Tescani »], Observator cultural, Bucurest, Editura SC Observator cultural SA, no 588,‎ 19 août 2011 (lire en ligne, consulté le 11 novembre 2024).
- (en) Oana Mateescu, « Losing the Phenomenon: Time and Indeterminacy in the Practice of Anthrohistory » [« Perdre le phénomène: Temps et indétermination de la pratique de l'Anthrohistoire »], Unsettling Knowledge, Questioning Discipline, Ann Arbor, Michigan, University of Michigan Press,‎ 2011 (ISBN 978-0472051359, présentation en ligne, lire en ligne [archive du 15 avril 2016], consulté le 22 octobre 2024).
- (ro) Liviu Pleșa, « Călăul Mihail Patriciu » [« Le boucher Mihail Patriciu »], Revista 22, Bucarest, Grupul pentru Dialog Social,‎ 11 décembre 2012 (ISSN 1220-5761, présentation en ligne, lire en ligne, consulté le 26 octobre 2024).
- (ro) Radu Stancu, « Ideologie, represiune și pedeapsa cu moartea în deceniul dinaintea adoptării Codului penal din 1969 » [« Idéologies, répressions et peines de mort dans la décennie précédant l'adoption du code pénal de 1969 »], Revista Arhivelor, Bucarest, Arhivele Nationale ale României, no LXXXIX - 1,‎ 2012, p. 181-203 (page 195) (ISSN 1453-1755, présentation en ligne, lire en ligne, consulté le 26 octobre 2024).
- (ro) Gabriel Moisa, « Organizația condusă de Adrian Mihuț (1948-1956) » [« L'organisation anticommuniste conduite par Adrian Mihuț (1948-1956) »], Crisia, Oradea, Editura Muzeului Țării Crișurilor din Oradea, no XLIII,‎ 2013, p. 163-181 (ISSN 1016-2798, présentation en ligne, lire en ligne, consulté le 27 octobre 2024).
- (ro) Gabriel Moisa et Cosmin Budeancă et Olteanu Florentin, « Adrian Mihuț - Lider al grupului de rezistență de pe Valea Crișului Alb (1948-1956) » [« Adrian Mihuț - Chef du groupe de résistance dans la vallée Crișul Alb »], Destine individuale și colective în comunism, Iași, Editura Polirom, no XLIII,‎ 2013 (ISBN 978-973-46-3432-3, présentation en ligne).
- (ro) Liviu Pleșa, « Cum ucidea Securitatea. Cazul ofițerului Mihail Kovács » [« Comment tuait la Securitate. La case de l'officier Mihail Kovács »], Revista 22, Bucarest, Grupul pentru Dialog Social,‎ 3 décembre 2013 (ISSN 1220-5761, présentation en ligne, lire en ligne, consulté le 27 octobre 2024).
- (ro) IICCMER, « Acțiunea de căutare și deshumare a lui Gheorghe Pașca și Gavrilă Rus, uciși de Securitatea comunistă la 5 februarie 1956. » [« Recherche et Exhumation de Gheorghe Pașca et Gavrilă Rus, tués par la Securitate communiste le 5 février 1956 »], Archive des évènements de l'Institut de Recherche sur les Crimes du Communisme et la Mémoire de l'Exil Roumain (IICCMER), Bucarest,‎ 29 avril 2014 (lire en ligne, consulté le 27 octobre 2024).
- (ro) Aurelian Cocoreanu, « Un erou din munții Dornelor. Grigore Sandu (1907–1989) » [« Un héros des montagnes de Dorne. Grigore Sandu (1907–1989) »], Analele Bucovinei, Bucarest, Editurii Academiei Române, no XXVI/2,‎ 2019, p. 539-549 (présentation en ligne, lire en ligne, consulté le 13 janvier 2025).
- (ro) Cosmin Budeanca, « Gheorghe Militaru: din lagărele sovietice în rezistența anticomunistă din România (I) » [« Gheorghe Militaru : du goulag soviétique à la résistance anticommniste de Roumanie (I) »], Memoria, revista gândirii arestate, Bucarest, Fundatia Culturala MEMORIA, nos 112/3,‎ 2020, p. 15-27 (présentation en ligne, lire en ligne, consulté le 27 octobre 2024).
- (ro) Cosmin Budeanca, « Gheorghe Militaru: din lagărele sovietice în rezistența anticomunistă din România (II) » [« Gheorghe Militaru : du goulag soviétique à la résistance anticommniste de Roumanie (II) »], Memoria, revista gândirii arestate, Bucarest, Fundatia Culturala MEMORIA, nos 113/4,‎ 2020, p. 61-67 (présentation en ligne, lire en ligne, consulté le 27 octobre 2024).
- (ro) Ionel Anitimirescu, « Rezistența anticomunistă din Vrancea: activitatea grupului din Herăstrău » [« La Résistance anticommuniste de Vrancea : l'activité du groupe d'Herăstrău »], Analele Bucovinei, Bucarest, Editurii Academiei Române, no XXX/1,‎ 2023, p. 222-233 (présentation en ligne, lire en ligne, consulté le 27 octobre 2024).

### Filmographie
- (ro) Memorialul Durerii, o istorie care nu se învață la școală, de TVR (prod.) et de Lucia Hossu-Longin (réal.), 2005, documentaire historique, 49 minutes [voir en ligne] [présentation en ligne], « Recurs în cazul Motrescu. Rezistența armată anticomunistă în Obcinele Bucovinei a început încă de la sfârșitul războiului, când o grupare paramilitară s-a organizat împotriva Armatei Roșii. Între 1948 și 1955. » : Le Mémorial de la Souffrance - Documentaire de la TVR sur Vasile Motrescu.
- (ro) Memorialul Durerii, o istorie care nu se învață la școală, de TVR (prod.) et de Lucia Hossu-Longin (réal.), 2005, documentaire historique, 44 minutes [voir en ligne] [présentation en ligne], « Moșul. Film biografic al fostului șef al Rezistenței din Munții Făgăraș-Ion Gavrilă Ogoranu » : Le Mémorial de la Souffrance - Documentaire de la TVR sur Ion Gavrilă Ogoranu.
- (ro) Memorialul Durerii, o istorie care nu se învață la școală, Seria Neagră, de TVR (prod.) et de Lucia Hossu-Longin (réal.), 1991 et 2006, documentaire historique, 41 minutes [voir en ligne] [présentation en ligne], « Tortionarii: Alexandru Nicolschi » : Le Mémorial de la Souffrance - Documentaire et Interview d'Alexandru Nicolschi.
- (ro) Memorialul Durerii, o istorie care nu se învață la școală, de TVR (prod.) et de Lucia Hossu-Longin (réal.), 1992, documentaire historique, 45 minutes [voir en ligne] [présentation en ligne], « Viteaza din Nucșoara » : Le Mémorial de la Souffrance - Le fameux Documentaire de la TVR sur la vie d'Elisabeta Rizea, rediffusé régulièrement. Diffusion de 2006. L'interview d'Elisabeta Rizea a été réalisé en 1992
- (ro) Mărturia lui Gavril Vatamaniuc de Ioan Roșca / Procesul comunismului, 2008, documentaire historique, environ 1655 minutes (55 films) [voir en ligne] [présentation en ligne] : Série d'interviews-témoignage / 55 vidéos.
- (ro) Dezbatere privind sensul Procesului Comunismului / Mărturia lui Gavril Vatamaniuc, de TVR Internațional (prod.) et de TVR Internațional / Procesul comunismului (réal.), 4 décembre 2009, documentaire historique, 9 minutes [voir en ligne] : Emissions de TV : "Débat sur le sens du Procès du communisme / le témoignage de Gavril Vatamaniuc".
- (ro) Reportage de France 24 du 21/12/2009 sur les enquêtes archéologiques des crimes de la Securitate : Les crimes du régime communiste hantent toujours la mémoire roumaine, de France 24 (prod.) et de Mirel Bran (réal.), 21 décembre 2009, documentaire historique, 12 minutes [voir en ligne] [présentation en ligne] : Vingt ans après la chute du régime communiste, les Roumains tentent de se réconcilier avec leur passé. La nouvelle génération se plonge dans l'histoire douloureuse de son pays avec un objectif avoué : tourner la page.
- (ro) Conferință "Memoria vie a spiritualității românești cu un invitat deosebit: Gavril Vatamaniuc" de Fundația Creștină Părintele Arsenie Boca, 17 septembre 2010, documentaire historique, 21 minutes [voir en ligne] [présentation en ligne] : organisée par la "Biblioteca Academiei de Studii Economice" et la "Fundația Creștină Părintele Arsenie Boca".
- (ro) Zilele Rezistenței Naționale Anticomuniste, Sâmbăta de Sus, 22-24 iulie 2011, Simpozion : Gavril Vatamaniuc, luptătorul în rezistența armată anticomunistă din Munții Bucovinei, de Fundația Ion Gavrilă Ogoranu (prod.) et de Fundația Ion Gavrilă Ogoranu (réal.), 22 juillet 2011, documentaire historique, 8 minutes [voir en ligne].
- (ro) Memorialul Durerii - Gavril Vatamaniuc, de Justin Lazar (prod.) et de Justin Lazar (réal.), 2012, Au total plus de 65 heures [voir en ligne] [présentation en ligne] : Longs interviews du résistant Gavril Vatamaniuc, réalisés par Justin Lazar, et découpés en 80 vidéos de longueurs variables. La première vidéo est la numéro 5, à la suite d'un renommage des 4 premières en 101, 102, 103, et 104.
- Après le silence, ce qui n’est pas dit n’existe pas ?, de NOVEMBREproductions – Les Fées Productions – mobra films (prod.) et de Vanina Vignal (réal.), mars 2012, documentaire social, disponible en français, anglais et roumain [voir en ligne] [présentation en ligne] : Vanina Vignal met en exergue les non-dits et silences même après le chute du communisme, au travers du témoignage de son amie roumaine. Il semble que le silence soit un lourd héritage transmis entre les générations. Le réflexe de survie des Roumains, qui a constitué en une bulle individuelle de protection et d'évitement, continue de structurer les mentalités et d'expliquer les comportements.
- (ro) Nascuta in grota partizanilor. Interviu cu Ioana V Arnautoiu, de TVR 2 (prod.) et de Iuliana Marciuc (réal.), coll. « Destine ca-n filme », 23 juillet 2013, documentaire historique, 1 heure 36 minutes [voir en ligne] [présentation en ligne] : Témoignage vidéo. Interview de Ioana V Arnăuţoiu, fille de Toma Arnautoiu, retraçant l'épopée tragique de son père, héros des montagnes, et de sa mère Maria Plop.
- (ro) Memorialul Durerii, o istorie care nu se învață la școală : Șef al Penitenciarului de pedeapsă Maior Alexandru Vișinescu a condus închisoarea tăcerii de la Râmnicu Sărat între anii 1950-1963, de TVR 2 (prod.) et de Lucia Hossu-Longin (réal.), 30 novembre 2013, documentaire historique [présentation en ligne], « Alexandru Vișinescu » : Documentaire de la TVR sur les tortionnaires communistes.
- (ro) Elisabeta Rizea de Mihai Constantinescu, 2013, documentaire historique, 72 minutes [présentation en ligne] : Documentaire soutenu par Asociația pentru Promovarea filmului românesc/Romanian Film Promotion (APFR).
- (ro) În spatele cortinei, de Asociația Rost & Centrul de Studii în Istorie Contemporană (prod.) et de Bogdan Mustaţă (réal.), 2013, documentaire historique, 50 minutes [voir en ligne] [présentation en ligne] : L'objectif principal du film est de familiariser le public roumain et occidental avec l'image réelle et non masquée du communisme, loin de l'idéalisme promu par les nostalgiques ou ses promoteurs actuels. Ainsi, à travers le film « Derrière le rideau », nous voulons présenter au public roumain et européen l'histoire de la communisation forcée de la Roumanie, en suivant les principaux moyens par lesquels la destruction de la société a eu lieu entre 1944 et 1951 : de l'abolition de la propriété privée, la réforme agraire, la réforme monétaire, la nationalisation des objectifs industriels et la décapitation de l'armée, à la fraude massive des élections électorales en faveur du Parti communiste, l'abolition du pluralisme politique et de la liberté de la presse, la subordination de l'économie aux intérêts de l'Union soviétique et l'abolition de la monarchie.
- (ro) Arheologia crimelor comunismului. Cazul Gheorghe Pașca și Gavrilă Rus - Năsăud (28-29.04.2014) de Gheorghe Petrov (IICCMER), 28-29 avril 2014, documentaire historique, 72 minutes [voir en ligne] [présentation en ligne] : Documentaire de l'IICCMER sur l'archéologie des crimes communistes. Le cas Gheorghe Pașca et Gavrilă Rus - Năsăud (28-29.04.2014).
- (ro) Memorialul Durerii, o istorie care nu se învață la școală, de TVR 2 (prod.) et de Lucia Hossu-Longin (réal.), 2014, documentaire historique, 50 minutes [voir en ligne], « Caractere - Monseniorul Vladimir Ghika » : Le Mémorial de la Souffrance - Documentaire de la TVR sur la vie du prètre catholique Vladimir Ghika.
- (ro) Memorialul Durerii, o istorie care nu se învață la școală, de TVR 2 (prod.) et de Lucia Hossu-Longin (réal.), 2015, documentaire historique, 49 minutes [voir en ligne] [présentation en ligne], « O istorie a bravilor - Marina Chirica, cea care a ajutat Grupul de Rezistența de la Nucșoara » : Le Mémorial de la Souffrance - Documentaire de la TVR sur Marina Chirica, une résistante du groupe Arnăuțoiu (de Nucşoara).
- (ro) Memorialul Durerii, o istorie care nu se învață la școală, de TVR (prod.) et de Lucia Hossu-Longin (réal.), 2015, documentaire historique [présentation en ligne], « O istorie a bravilor - Grupul din masivul Vlădeasa - Suferințele urmașilor. În fostul sediu al securității din Cluj, au fost anchetați, începând cu 7 decembrie 1957, toți membri grupului Capotă-Dejeu. » : Le Mémorial de la Souffrance - Documentaire de la TVR sur le groupe Capotă-Dejeu.
- (ro) Memorialul Durerii, o istorie care nu se învață la școală, de TVR 2 (prod.) et de Lucia Hossu-Longin (réal.), 2015, documentaire historique, 47 minutes [voir en ligne] [présentation en ligne], « O istorie a bravilor - Grupul lui Ion Paragină » : Le Mémorial de la Souffrance - Documentaire de la TVR sur le groupe Ion Paragină.
- (ro) Memorialul Durerii, o istorie care nu se învață la școală, de TVR 2 (prod.) et de Lucia Hossu-Longin (réal.), 2015, documentaire historique, 45 minutes [voir en ligne] [présentation en ligne], « Memorialul durerii: O istorie a bravilor - Victor Macoveiciuc » : Le Mémorial de la Souffrance - Documentaire de la TVR sur Vladimir Macoveiciuc.
- (ro) Memorialul Durerii, o istorie care nu se învață la școală, de TVR 2 (prod.) et de Lucia Hossu-Longin (réal.), 2015, documentaire historique, 45 minutes [voir en ligne] [présentation en ligne], « Figuri legendare ale rezistenței - Grupul de la Muntele Mare » : Le Mémorial de la Souffrance - Documentaire de la TVR sur le groupe de résistance de Nicolae Dabija.
- (ro) Memorialul Durerii, o istorie care nu se învață la școală, de TVR 2 (prod.) et de Lucia Hossu-Longin (réal.), 2015, documentaire historique [présentation en ligne], « Poveşti de iubire în infern - Maria şi Toma Arnăuţoiu » : Le Mémorial de la Souffrance - Documentaire de la TVR sur le couple Maria Plop et Toma Arnăuţoiu, chef du réseau de résistance "Haiducii Muscelului" de Nucşoara.
- (ro) Memorialul Durerii, o istorie care nu se învață la școală, de TVR 1 (prod.) et de Lucia Hossu-Longin (réal.), 2017, documentaire historique, 47 minutes [voir en ligne] [présentation en ligne], « Memorialul Durerii: Poveşti de iubire în infern - Ana şi Ion Gavrilă » : Le Mémorial de la Souffrance - Documentaire de la TVR sur Ion Gavrilă Ogoranu et son épouse Ana.
- (ro) Memorialul Durerii, o istorie care nu se învață la școală, de TVR 1 (prod.) et de Lucia Hossu-Longin (réal.), 2017, documentaire historique, 48 minutes [voir en ligne] [présentation en ligne], « Memorialul Durerii: Poveşti de iubire în infern - Olimpia şi Gogu Puiu » : Le Mémorial de la Souffrance - Documentaire de la TVR sur le chef de la résistance en Dobroudja Gogu Puiu et son épouse Olimpia.
- (ro) Arheologia crimei - Raiul lui Şuşman, de TVR 1 et IICCMER (prod.) et de Roxana Chiriţă (réal.), 2017, documentaire historique, 48 minutes [voir en ligne] [présentation en ligne], « Raiul lui Şuşman » : L'archéologie du crime - Documentaire de la TVR et de l'IICCMER sur le groupe de Susman.
- (ro) Arheologia crimei - Lupta de pe Muntele Mare, de TVR 1 et IICCMER (prod.) et de Roxana Chiriţă (réal.), 2017, documentaire historique, 48 minutes [voir en ligne] [présentation en ligne], « Lupta de pe Muntele Mare » : L'archéologie du crime - Documentaire de la TVR et de l'IICCMER sur la fin du groupe de Nicolae Dabija lors  de la lutte de Muntele Mare.
- (ro) Arheologia crimei - Morţii din închisori, de TVR 1 et IICCMER (prod.) et de Roxana Chiriţă (réal.), 2017, documentaire historique, 48 minutes [voir en ligne] [présentation en ligne], « Morţii din închisori » : L'archéologie du crime - Documentaire de la TVR et de l'IICCMER sur les morts des prisons communistes.
- (ro) Memorialul Durerii, o istorie care nu se învață la școală, de TVR 2 (prod.) et de Lucia Hossu-Longin (réal.), 2019, documentaire historique, 47 minutes [voir en ligne], « Un episcop martir - Anton Durcovici » : Le Mémorial de la Souffrance - Documentaire de la TVR sur la vie de l'évèque catholique Anton Durcovici.
- (ro) Grigore Sandu - un luptator anticomunist din Muntii Dornelor, de ProCivis Vatra Dorna (prod.) et de Aurelian Cocoreanu (réal.), 2019, documentaire historique, 49 minutes [voir en ligne] : Documentaire de l'association ProCivis Vatra Dorna sur la vie de Grigore Sandu.
- (ro) Memorialul Durerii, o istorie care nu se învață la școală, de TVR 2 et Asociaţia Profesioniştilor de Televiziune din România (APTR) (prod.) et de Lucia Hossu-Longin (réal.), 2020, documentaire historique, 47 minutes [voir en ligne] [présentation en ligne], « Memorialul Durerii: Figuri legendare ale rezistenței: Rezistenţa anticomunistă de la Mănăstirea Arnota » : Le Mémorial de la Souffrance - Documentaire de la TVR sur le groupe Arnota.
- (ro) Memorialul Durerii, o istorie care nu se învață la școală, de TVR 2 et Asociaţia Profesioniştilor de Televiziune din România (APTR) (prod.) et de Lucia Hossu-Longin (réal.), 2020, documentaire historique, 46 minutes [voir en ligne] [présentation en ligne], « Memorialul Durerii: Figuri legendare ale rezistenței - Dobrogea eroică » : Le Mémorial de la Souffrance - Documentaire de la TVR sur la résistance en Dobrouja.
- (ro) Memorialul Durerii, o istorie care nu se învață la școală, de TVR 2 et Asociaţia Profesioniştilor de Televiziune din România (APTR) (prod.) et de Lucia Hossu-Longin (réal.), 2020, documentaire historique, 46 minutes [voir en ligne] [présentation en ligne], « Memorialul Durerii: Figuri legendare ale rezistenței - Gheorghe Pașca de pe Valea Izei » : Le Mémorial de la Souffrance - Documentaire de la TVR sur la résistance en Dobrouja.
- (ro) Memorialul Durerii, o istorie care nu se învață la școală, de TVR 2 et Asociaţia Profesioniştilor de Televiziune din România (APTR) (prod.) et de Lucia Hossu-Longin (réal.), 2020, documentaire historique, 46 minutes [voir en ligne], « Figuri legendare ale rezistenței - Grupul de luptă al lui Adrian Mihuț » : Le Mémorial de la Souffrance - Documentaire de la TVR sur le groupe de résistance d'Adrian Mihuț.
- (ro) Memorialul Durerii, o istorie care nu se învață la școală, de TVR 2 et Asociaţia Profesioniştilor de Televiziune din România (APTR) (prod.) et de Lucia Hossu-Longin (réal.), 2021, documentaire historique, 46 minutes [voir en ligne], « Așezări care s-au opus comunismului - Comuna Teregova - prima parte » : Le Mémorial de la Souffrance - Documentaire de la TVR sur les villages qui se sont opposés au communisme : la commune de Teregova (partie 1).
- (ro) Memorialul Durerii, o istorie care nu se învață la școală, de TVR 2 et Asociaţia Profesioniştilor de Televiziune din România (APTR) (prod.) et de Lucia Hossu-Longin (réal.), 2021, documentaire historique, 47 minutes [voir en ligne], « Așezări care s-au opus comunismului - Comuna Teregova - a doua parte » : Le Mémorial de la Souffrance - Documentaire de la TVR sur les villages qui se sont opposés au communisme : la commune de Teregova (partie 2).
- (ro) Lecția de Istorie-Rezistența Antisovietică din Basarabia/28.05.2022, de TVR Modolva (prod.) et de Vasile Monteanu (réal.), 28 mai 2022, documentaire historique, 58 minutes [voir en ligne] : Une leçon d'histoire sur la Résistance antisoviétique en Bessarabie avec l'historien Ion Țurcanu.

### Fictions et adaptations cinématographiques
- Binecuvântată fii, închisoare - (ro) Binecuvântată fii, închisoare, de Agerfilm (prod.) et de Nicolae Mărgineanu (réal.), 08 novembre 2001, 16/9, 90 minutes [présentation en ligne] : Adaptation cinématographique du livre autobiographique de l'écrivain Nicole Valéry-Grossu „Bénie sois-tu, prison”, publié en français, ultérieurement traduit en roumain en 1997.
- Portretul luptătorului la tinerețe (ro) - (ro) Portretul luptătorului la tinerețe, de Filmex Film 2009 (prod.) et de Constantin Popescu (réal.), 13 février 2010, 16/9, 163 minutes [voir en ligne] : Film retraçant la vie de Ion Gavrilă Ogoranu et son groupe de résistants.
- Poarta Albă (ro) - (ro) Poarta Albă, de Ager Film (prod.) et de Nicolae Mărgineanu (réal.), 17 octobre 2014, 16/9, 86 minutes [présentation en ligne] : Fresque dramatique sur l'un des plus terribles camps de concentration communistes roumains, sur le canal du Danube. De nombreux résistants y ont été envoyés et y ont péri.
- (ro) ISTORIA CUM (NU) AI ȘTIUT-O! EP.1 - Nicolae Ciurică, ultimul partizan din România - partea I, de Sebastian Grigore, Dragos-George Cheptanaru & Claudiu-Cristian Prisecaru (prod.) et de Claudiu-Cristian Prisecaru (réal.), 2022, documentaire historique, 60 minutes [voir en ligne] [présentation en ligne], « Nicolae Ciurică, ultimul partizan din România - partea I » : L'HISTOIRE TELLE QUE VOUS (NE LA) CONNAISSEZ PAS ! EP.1 - Nicolae Ciurică, le dernier partisan en Roumanie - partie I.
- (ro) ISTORIA CUM (NU) AI ȘTIUT-O! EP.2 - Nicolae Ciurică, ultimul partizan din România - partea II, de Sebastian Grigore, Dragos-George Cheptanaru & Claudiu-Cristian Prisecaru (prod.) et de Claudiu-Cristian Prisecaru (réal.), 2022, documentaire historique, 59 minutes [voir en ligne] [présentation en ligne], « Nicolae Ciurică, ultimul partizan din România - partea II » : L'HISTOIRE TELLE QUE VOUS (NE LA) CONNAISSEZ PAS ! EP.2 - Nicolae Ciurică, le dernier partisan en Roumanie - partie II.
- (ro) ISTORIA CUM (NU) AI ȘTIUT-O! EP.3 - Nicolae Ciurică, ultimul partizan din România - partea III, de Sebastian Grigore, Dragos-George Cheptanaru & Claudiu-Cristian Prisecaru (prod.) et de Claudiu-Cristian Prisecaru (réal.), 2022, documentaire historique, 56 minutes [voir en ligne] [présentation en ligne], « Nicolae Ciurică, ultimul partizan din România - partea III » : L'HISTOIRE TELLE QUE VOUS (NE LA) CONNAISSEZ PAS ! EP.3 - Nicolae Ciurică, le dernier partisan en Roumanie - partie III.

## Analyse, conseils et corrections
- Cosmin Budeancă, historien chercheur expert à l'IICCMER, conseils et contacts, 2013-2017.
- Dorin Dobrincu, historien spécialiste de la Résistance anticommuniste de Roumanie, corrections, 2017.
- Liviu Țăranu, chercheur au C.N.S.A.S, informations et analyses sur le mouvement légionnaire après 1945, 2016-2017.
- Lucian Vasile, historien chercheur à l'IICCMER, chef du Bureau Education et Mémoire, corrections et traductions en langue roumaine, 2013-2016.
- Alexandru Pătrașcu, auteur du blog "Despre demnitate" (Despre demnitate - Povestea unor oameni (aproape) necunoscuți) et interviewer de Gavril Vatamaniuc (combattant dans la Résistance), sources d'informations inédites et contacts à l'IICCMER, traductions en langue roumaine, 2013-2017.